# Lijst van luchthavens
Dit is een alfabetische lijst van luchthavens per land en per stad.
De kolommen zijn:
- Locatie: naam van de plaats waar de luchthaven zich bevindt (of de nabijgelegen grote stad)
- Luchthaven: naam van de luchthaven
- IATA: de IATA-code
- ICAO: de ICAO-code
- aantal passagiers per jaar: een zo recent mogelijk passagierscijfer.  Een passagier wordt gedefinieerd als iemand die op één dag aankomt, vertrekt of overstapt.
- banen: aantal startbanen (tussen haakjes het aantal banen als kleinere meegeteld worden)
- website: de officiële website van, of informatie over de luchthaven

## Lijst
| Locatie                                     | Luchthaven                                                            | IATA        | ICAO        | aantal passagiers                             | banen       | website                                        |  |
| Afghanistan                                 | Afghanistan                                                           | Afghanistan | Afghanistan | Afghanistan                                   | Afghanistan | Afghanistan                                    |  |
| ------------------------------------------- | --------------------------------------------------------------------- | ----------- | ----------- | --------------------------------------------- | ----------- | ---------------------------------------------- |  |
| Chaghcharan                                 | Luchthaven Chaghcharan                                                | CCN         | OACC        | ?                                             | 1           |                                                |  |
| Herat                                       | Luchthaven Herat                                                      | HEA         | OAHR        | ?                                             | 1           |                                                |  |
| Kabul                                       | Internationale Luchthaven Kabul                                       | KBL         | OAKB        | ?                                             | 1 (2)       | site luchthaven                                |  |
| Mazar-e Sjarif                              | Mazar-e Sharif International Airport                                  | MZR         | OAMS        | ?                                             | 1           | site luchthaven                                |  |
| Tarin Kowt                                  | Luchthaven Tarin Kowt                                                 | TII         | OATN        | ?                                             | 1           | site luchthaven                                |  |
| Albanië                                     |                                                                       |             |             |                                               |             |                                                |  |
| Tirana                                      | Luchthaven Tirana                                                     | TIA         | LATI        | ?                                             | 1           | site luchthaven                                |  |
| Algerije                                    |                                                                       |             |             |                                               |             |                                                |  |
| Algiers                                     | Luchthaven Houari Boumedienne                                         | ALG         | DAAG        | 3.483.340                                     | 2           | site luchthaven                                |  |
| Annaba                                      | Luchthaven Rabah Bitat                                                | AAE         | DABB        | 360.621                                       | 2           | site luchthaven                                |  |
| Constantine                                 | Luchthaven Mohamed Boudiaf                                            | CZL         | DABC        | ?                                             | 2           | site luchthaven                                |  |
| Hassi Messaoud                              | Luchthaven Oued Irara                                                 | HME         | DAUH        | ?                                             | 1           | site luchthaven                                |  |
| Oran                                        | Luchthaven Oran es Sénia                                              | ORN         | DAOO        | ?                                             | 2           | site luchthaven                                |  |
| Sétif                                       | Luchthaven Ain Arnat                                                  | QSF         | DAAS        | ?                                             | 1           |                                                |  |
| Tamanrasset                                 | Luchthaven Tamanrasset                                                | TMR         | DAAT        | ?                                             | 1           |                                                |  |
| Angola                                      |                                                                       |             |             |                                               |             |                                                |  |
| Benguela                                    | Luchthaven Benguela                                                   | BUG         | FNBG        | ?                                             | 1           |                                                |  |
| Huambo                                      | Luchthaven Huambo                                                     | NOV         | FNHU        | ?                                             | 1           |                                                |  |
| Luanda                                      | Luchthaven Quatro de Fevereiro                                        | LAD         | FNLU        | 742.629                                       | 2           | site luchthaven                                |  |
| Lubango                                     | Luchthaven Lubango                                                    | SDD         | FNUB        | ?                                             | 1           |                                                |  |
| Moçâmedes                                   | Luchthaven Namibe                                                     | MSZ         | FNMO        | ?                                             | 1           | site luchthaven                                |  |
| Anguilla                                    |                                                                       |             |             |                                               |             |                                                |  |
| The Valley                                  | Luchthaven Clayton J. Lloyd                                           | AXA         | TQPF        | ?                                             | 1           |                                                |  |
| Antigua en Barbuda                          |                                                                       |             |             |                                               |             |                                                |  |
| St. John's                                  | Luchthaven V. C. Bird                                                 | ANU         | TAPA        | ?                                             | 1           |                                                |  |
| Argentinië                                  |                                                                       |             |             |                                               |             |                                                |  |
| Bahía Blanca                                | Aeropuerto Comandante Espora                                          | BHI         | SAZB        | ?                                             | 3           | site luchthaven                                |  |
| Buenos Aires                                | Aeropuerto Internacional Ministro Pistarini                           | EZE         | SAEZ        | ?                                             | 2           | site luchthaven                                |  |
| Buenos Aires                                | Aeropuerto Internacional Jorge Newbery                                | AEP         | SABE        | ?                                             | 1           | site luchthaven                                |  |
| Mar del Plata                               | Aeropuerto Internacional Astor Piazolla                               | MDQ         | SAZM        | ?                                             | 1           | site luchthaven                                |  |
| Ushuaia                                     | Aeropuerto Internacional Malvinas Argentinas                          | USH         | SAWH        | ?                                             | 1           | site luchthaven                                |  |
| Armenië                                     |                                                                       |             |             |                                               |             |                                                |  |
| Jerevan                                     | Luchthaven Zvartnots                                                  | EVN         | UDYZ        | ?                                             | 1           | site luchthaven                                |  |
| Aruba                                       |                                                                       |             |             |                                               |             |                                                |  |
| Aruba                                       | Internationale luchthaven Koningin Beatrix                            | AUA         | TCNA        | 100.000                                       | 1           | site luchthaven                                |  |
| Australië                                   |                                                                       |             |             |                                               |             |                                                |  |
| Albury                                      | Albury Airport                                                        | ABX         | YMAY        | ?                                             | 1           | site luchthaven                                |  |
| Armidale                                    | Armidale Airport                                                      | ARM         | YARM        | ?                                             | 1 (2)       | site luchthaven                                |  |
| Geelong                                     | Avalon Airport                                                        | AVV         | YMAV        | ?                                             | 1           | site luchthaven                                |  |
| Ballina                                     | Ballina Airport                                                       | BNK         | YBNA        | ?                                             | 1           | site luchthaven                                |  |
| Brisbane                                    | Brisbane Airport                                                      | BNE         | YBBN        | ?                                             | 2           | site luchthaven                                |  |
| Broome                                      | Broome International Airport                                          | BME         | YBRM        | ?                                             | 1           | site luchthaven                                |  |
| Cairns                                      | Cairns Airport                                                        | CNS         | YBCS        | ?                                             | 1           | site luchthaven                                |  |
| Gibb River                                  | Gibb River Airport                                                    | GBV         | YGIB        | ?                                             | 1           |                                                |  |
| Hobart                                      | Hobart International Airport                                          | HBA         | YMHB        | ?                                             | 1           | site luchthaven                                |  |
| Melbourne                                   | Melbourne Airport                                                     | MEL         | YMML        | ?                                             | 2           | site luchthaven                                |  |
| Perth                                       | Perth Airport                                                         | PER         | YPPH        | ?                                             | 2           | site luchthaven                                |  |
| Perth                                       | Jandakot Airport                                                      | JAD         | YPJT        | ?                                             | 3           | site luchthaven                                |  |
| Sussex Inlet                                | Jervis Bay Airport                                                    |             | YJBY        | ?                                             | 2           |                                                |  |
| Sydney                                      | Kingsford Smith International Airport                                 | SYD         | YSSY        | ?                                             | 3           | site luchthaven                                |  |
| Azerbeidzjan                                |                                                                       |             |             |                                               |             |                                                |  |
| Bakoe                                       | Heydar Aliyev International Airport                                   | GYD         | UBBB        | ?                                             | 2           | site luchthaven                                |  |
| Zəngilan                                    | Zəngilan International Airport                                        | ZZE         | UBBZ        | ?                                             | 1           |                                                |  |
| Bahama's                                    |                                                                       |             |             |                                               |             |                                                |  |
| Nassau                                      | Lynden Pindling International Airport                                 | NAS         | MYNN        | ?                                             | 1           | site luchthaven                                |  |
| Bahrein                                     |                                                                       |             |             |                                               |             |                                                |  |
| Bahrein                                     | Internationale luchthaven van Bahrein                                 | BAH         | OBBI        | ?                                             | 1           | site luchthaven                                |  |
| Bangladesh                                  |                                                                       |             |             |                                               |             |                                                |  |
| Dhaka                                       | Luchthaven Dhaka                                                      | DAC         | VGHS        | ?                                             | 1           | site luchthaven                                |  |
| Barbados                                    |                                                                       |             |             |                                               |             |                                                |  |
| Barbados                                    | Grantley Adams International Airport                                  | BGI         | TBPB        | ?                                             | 1           | site luchthaven                                |  |
| België                                      |                                                                       |             |             |                                               |             |                                                |  |
| Balen                                       | Vliegveld Keiheuvel                                                   |             | EBKH        | uitsluitend recreatief                        |             |                                                |  |
| Bevekom                                     | Vliegbasis Bevekom                                                    | –           | EBBE        | uitsluitend militair                          | 1           |                                                |  |
| Bertrix                                     | Vliegbasis Jehonville                                                 | –           | EBBX        | uitsluitend militair                          | 1           |                                                |  |
| Bierset                                     | Liege Airport                                                         | LGG         | EBLG        | 299.043                                       | 2           | site luchthaven                                |  |
| Brasschaat                                  | Vliegveld Brasschaat                                                  | –           | EBBT        | motor- en zweefvliegclub                      |             |                                                |  |
| Deurne (Antwerpen)                          | Internationale Luchthaven Antwerpen (Luchthaven Deurne)               | ANR         | EBAW        | 221.153 (2015)                                | 1 (2)       | site luchthaven                                |  |
| Florennes                                   | Vliegbasis Florennes                                                  | –           | EBFS        | uitsluitend militair                          |             |                                                |  |
| Genk                                        | Vliegveld Genk/Zwartberg                                              | –           | EBZW        | uitsluitend recreatief                        | 0 (1)       | site vereniging                                |  |
| Goetsenhoven                                | Vliegveld Goetsenhoven                                                | –           | EBTN        | militair en recreatief                        | 2           | site Vliegclub De Wouw                         |  |
| Gosselies (Charleroi)                       | Brussels South Charleroi Airport (luchthaven Charleroi)               | CRL         | EBCI        | 7122454                                       | 1           | site luchthaven                                |  |
| Grimbergen                                  | Vliegveld Grimbergen                                                  | –           | EBGB        | uitsluitend recreatief                        | 0 (1)       | site vliegveld                                 |  |
| Hoevenen                                    | Vliegveld Hoevenen                                                    |             | EBHN        | uitsluitend recreatief                        | 0 (1)       | site luchthaven                                |  |
| Kiewit (Hasselt)                            | Vliegveld Kiewit                                                      | –           | EBZH        | uitsluitend recreatief                        | 0 (1)       | site vliegveld                                 |  |
| Kleine-Brogel                               | Vliegbasis Kleine-Brogel                                              | –           | EBBL        | uitsluitend militair                          |             |                                                |  |
| Koksijde                                    | Vliegbasis Koksijde                                                   | –           | EBFN        | militair en recreatief                        |             |                                                |  |
| Kortrijk / Wevelgem                         | Internationale luchthaven Kortrijk-Wevelgem                           | KJK         | EBKT        | 30100                                         | 1           | site luchthaven                                |  |
| Leopoldsburg / Beverlo                      | Vliegveld Leopoldsburg                                                | –           | EBLE        | militair, recreatief                          | 1           | site vliegveld                                 |  |
| Melsbroek                                   | Vliegbasis Melsbroek                                                  | –           | EBMB        | uitsluitend militair                          |             |                                                |  |
| Moorsele                                    | Vliegveld Moorsele                                                    | –           | EBMO        | militair, recreatief                          | 0 (1)       | site vliegveld                                 |  |
| Oostende                                    | Internationale Luchthaven Oostende-Brugge                             | OST         | EBOS        | 5129878 (2018)                                | 1 (2)       | site luchthaven                                |  |
| Oostmalle / Zoersel                         | Vliegveld Zoersel-Oostmalle                                           | –           | EBZR        | militair, recreatief                          | 1           | site Aero Para Club                            |  |
| Saint-Ghislain                              | Vliegveld Saint-Ghislain                                              | –           | EBSG        | ?                                             | 0 (1)       |                                                |  |
| Suarlée (Namen)                             | Aérodrome de Namur                                                    | –           | EBNM        | uitsluitend recreatief                        | 0 (1)       | vliegveld                                      |  |
| Turnhout                                    | Vliegveld Weelde                                                      | –           | EBWE        | militair en recreatief                        | 1           |                                                |  |
| Ursel                                       | Vliegveld Ursel                                                       | –           | EBUL        |                                               | 1           |                                                |  |
| Zaventem                                    | Brussels Airport (luchthaven Zaventem)                                | BRU         | EBBR        | 23.460.018 (2015)                             | 3           | site luchthaven                                |  |
| Zuienkerke                                  | Vliegveld Zuienkerke                                                  | –           | EBZU        | uitsluitend recreatief                        | 0 (1)       | site vliegveld                                 |  |
| Benin                                       |                                                                       |             |             |                                               |             |                                                |  |
| Cotonou                                     | Luchthaven Cadjehoun                                                  | COO         | DBBB        | 301.493                                       | 1           | worldaerodata                                  |  |
| Bermuda                                     |                                                                       |             |             |                                               |             |                                                |  |
| Bermuda                                     | L.F. Wade International Airport                                       | BDA         | TXKF        | ?                                             | 1           | site luchthaven                                |  |
| Bhutan                                      |                                                                       |             |             |                                               |             |                                                |  |
| Paro                                        | Luchthaven Paro                                                       | PBH         | VQPR        | 37.000                                        | 1           | site luchthaven                                |  |
| Bolivia                                     |                                                                       |             |             |                                               |             |                                                |  |
| Cobija                                      | Aeropuerto Capitán Aníbal Arab                                        | CIJ         | SLCO        | ?                                             | 1           |                                                |  |
| Cochabamba                                  | Aeropuerto Internacional Jorge Wilstermann                            | CBB         | SLCB        | ?                                             | 2           |                                                |  |
| El Alto                                     | Aeropuerto Internacional El Alto                                      | LPB         | SLLP        | ?                                             | 2           |                                                |  |
| Guayaramerín                                | Aeropuerto Capitán de Av. Emilio Beltrán                              | GYA         | SLGY        | ?                                             | 1           |                                                |  |
| Oruro                                       | Aeropuerto Juan Mendoza                                               | ORU         | SLOR        | ?                                             | 1 (2)       |                                                |  |
| Santa Cruz de la Sierra                     | Aeropuerto Internacional Viru Viru                                    | VVI         | SLVR        | ?                                             | 1           |                                                |  |
| Riberalta                                   | Aeropuerto Capitán Av. Selin Zeitun Lopez                             | RIB         | SLTR        | ?                                             | 1           |                                                |  |
| Sucre                                       | Aeropuerto Juana Azurduy de Padilla                                   | SRE         | SLSU        | ?                                             | 1           |                                                |  |
| Trinidad                                    | Aeropuerto Teniente Jorge Henrich Arauz                               | TDD         | SLTR        | ?                                             | 1           |                                                |  |
| Bosnië en Herzegovina                       |                                                                       |             |             |                                               |             |                                                |  |
| Banja Luka                                  | Luchthaven Banja Luka                                                 | BNX         | LQBK        | 342.988 (2022)                                | 1           | site luchthaven                                |  |
| Mostar                                      | Luchthaven Mostar                                                     | OMO         | LQMO        | 32.866 (2019)                                 | 1           | site luchthaven                                |  |
| Sarajevo                                    | Luchthaven Sarajevo                                                   | SJJ         | LQSA        | 1.377.348 (2022)                              | 1           | site luchthaven                                |  |
| Tuzla                                       | Internationale luchthaven van Tuzla                                   | TZL         | LQTZ        | 474.336 (2022)                                | 1           | site luchthaven                                |  |
| Botswana                                    |                                                                       |             |             |                                               |             |                                                |  |
| Francistown                                 | Francistown Airport                                                   | FRW         | FBFT        | ?                                             | 1           |                                                |  |
| Gaborone                                    | Sir Seretse Khama International Airport                               | GBE         | FBSK        | ?                                             | 1           |                                                |  |
| Kasane                                      | Kasane Airport                                                        | BBK         | FBKE        | ?                                             | 1           |                                                |  |
| Maun                                        | Maun Airport                                                          | MUB         | FBNM        | ?                                             | 1           | site luchthaven                                |  |
| Brazilië                                    |                                                                       |             |             |                                               |             |                                                |  |
| Belo Horizonte                              | Aeroporto da Pampulha - Carlos Drummond de Andrade                    | PLU         | SBBH        | ?                                             | 1           | site luchthaven                                |  |
| Belo Horizonte                              | Aeroporto Internacional de Belo Horizonte-Confins                     | CNF         | SBCF        | ?                                             | 1           | site luchthaven                                |  |
| Florianópolis                               | Aeroporto Internacional Hercílio Luz                                  | FLN         | SBFL        | 2.108.383                                     | 2           | site luchthaven                                |  |
| Recife                                      | Aeroporto Internacional do Recife                                     | REC         | SBRF        | 4.188.081                                     | 1           | site luchthaven                                |  |
| Rio de Janeiro                              | Aeroporto Internacional do Rio de Janeiro-Galeão                      | GIG         | SBGL        | 10.352.616                                    | 2           | site luchthaven                                |  |
| Rio de Janeiro                              | Aeroporto Santos Dumont                                               | SDU         | SBRJ        | 3.214.415                                     | 2           | site luchthaven                                |  |
| São Paulo                                   | Aeroporto Internacional de São Paulo-Guarulhos                        | GRU         | SBGR        | 18.795.596                                    | 2           | site luchthaven                                |  |
| São Paulo                                   | Aeroporto de Congonhas/São Paulo                                      | CGH         | SBSP        | 15.244.401                                    | 2           | site luchthaven                                |  |
| Brunei                                      |                                                                       |             |             |                                               |             |                                                |  |
| Bandar Seri Begawan                         | Brunei International Airport                                          | BWN         | WBSB        | 1.300.000 (2005)                              | 1           | site luchthaven                                |  |
| Bulgarije                                   |                                                                       |             |             |                                               |             |                                                |  |
| Plovdiv                                     | Luchthaven Plovdiv                                                    | PDV         | LPBP        | ?                                             | 1           | site luchthaven                                |  |
| Varna                                       | Luchthaven Varna                                                      | VAR         | LBWN        | ?                                             | 1           |                                                |  |
| Sofia                                       | Luchthaven Sofia                                                      | SOF         | LBSF        | ?                                             | 1           | site luchthaven                                |  |
| Bourgas                                     | Luchthaven Boergas                                                    | BOJ         | LBBG        | ?                                             | 1           |                                                |  |
| Burkina Faso                                |                                                                       |             |             |                                               |             |                                                |  |
| Bobo-Dioulasso                              | Luchthaven Bobo-Dioulasso                                             | BOY         | DFOO        | ?                                             | 1           |                                                |  |
| Ouagadougou                                 | Luchthaven Ouagadougou Internationaal                                 | OUA         | DFFD        | 241.466                                       | 1 (2)       | worldaerodata                                  |  |
| Burundi                                     |                                                                       |             |             |                                               |             |                                                |  |
| Bujumbura                                   | Bujumbura International                                               | BJM         | HBBA        | 85.434                                        | 1           | worldaerodata                                  |  |
| Canada                                      |                                                                       |             |             |                                               |             |                                                |  |
| Calgary                                     | Calgary International Airport                                         | YYC         | CYYC        | ?                                             | 3           | site luchthaven                                |  |
| Enfield                                     | Halifax Stanfield International Airport                               | YHZ         | CYHZ        | ?                                             | 2           | site luchthaven                                |  |
| Gander                                      | Gander International Airport                                          | YQX         | CYQX        | ?                                             | (2)         | site luchthaven                                |  |
| Iqaluit                                     | Luchthaven Iqaluit                                                    | YFB         | CYFB        | ?                                             | 1           |                                                |  |
| Montréal                                    | Montréal-Mirabel International Airport                                | YMX         | CYMX        | ?                                             | 1 (2)       |                                                |  |
| Montréal                                    | Montréal-Pierre Elliott Trudeau International Airport                 | YUL         | CYUL        | 12.407.934                                    | 3           | site luchthaven                                |  |
| Toronto                                     | Toronto Pearson International Airport                                 | YYZ         | CYYZ        | 30.966.500                                    | 5           | site luchthaven                                |  |
| Vancouver                                   | Vancouver International Airport                                       | YVR         | CYVR        | ?                                             | 3           | site luchthaven                                |  |
| Whitehorse                                  | Whitehorse International Airport                                      | YXY         | CYXY        | ?                                             | 3           | site luchthaven                                |  |
| Yellowknife                                 | Yellowknife Airport                                                   | YZF         | CYZF        | ?                                             | 2           | site luchthaven                                |  |
| Centraal-Afrikaanse Republiek               |                                                                       |             |             |                                               |             |                                                |  |
| Alindao                                     | Luchthaven Alindao                                                    | –           | FEFA        | ?                                             | 0 (1)       |                                                |  |
| Bakouma                                     | Luchthaven Bakouma                                                    | BMF         | FEGM        | ?                                             | 1           |                                                |  |
| Bangui                                      | Luchthaven M'Poko Internationaal                                      | BFT         | FEFF        | 53.862                                        | 1           | site luchthaven                                |  |
| Berbérati                                   | Luchthaven Berbérati                                                  | BBT         | FEFT        | ?                                             | 1           |                                                |  |
| Melle                                       | Luchthaven Gordil                                                     | GDI         | FEGL        | ?                                             | 1           |                                                |  |
| Mobaye                                      | Luchthaven Mobaye Mbanga                                              | geen        | FEFE        | ?                                             | 1           |                                                |  |
| Obo                                         | Luchthaven M'boki                                                     | MKI         | FEGE        | ?                                             | 1           |                                                |  |
| Zemio                                       | Luchthaven Zemio                                                      | IMO         | FEFZ        | ?                                             | 1           |                                                |  |
| Chili                                       |                                                                       |             |             |                                               |             |                                                |  |
| Antofagasta                                 | Luchthaven Cerro Moreno                                               | ANF         | SCFA        | ?                                             | 1           |                                                |  |
| Arica                                       | Luchthaven Chacalluta                                                 | ARI         | SCAR        | ?                                             | 1           |                                                |  |
| Balmaceda                                   | Luchthaven Balmaceda                                                  | BBA         | SCBA        | ?                                             | 1           |                                                |  |
| Concepción                                  | Luchthaven Carriel Sur                                                | CCP         | SCIE        | ?                                             | 1           | site luchthaven                                |  |
| El Salvador                                 | Luchthaven Ricardo García Posada                                      | ESR         | SCES        | ?                                             | 1           |                                                |  |
| Hanga Roa (Paaseiland)                      | Mataveri International Airport                                        | IPC         | SCIP        | ?                                             | 1           |                                                |  |
| Iquique                                     | Luchthaven Diego Aracena                                              | IQQ         | SCDA        | ?                                             | 1           |                                                |  |
|                                             | El Tepual                                                             | PMC         | SCTE        | ?                                             | 1           | site luchthaven                                |  |
| Pudahuel (Santiago)                         | Aeropuerto Internacional Comodoro Arturo Merino Benítez               | SCL         | SCEL        | 9.024.611                                     | 2           | site luchthaven                                |  |
| Temuco                                      | Luchthaven Maquehue                                                   | ZCO         | SCTC        | ?                                             | 1           |                                                |  |
| China                                       |                                                                       |             |             |                                               |             |                                                |  |
| Tibetaanse Autonome Regio                   | Luchthaven Chamdo Bangda                                              | BPX         | ZUBD        | ?                                             | 1           |                                                |  |
| Chengdu                                     | Internationale Luchthaven Chengdu Shuangliu                           | CTU         | ZUUU        | 31.599.353                                    | 1           | site luchthaven                                |  |
| Chongqing                                   | Internationale luchthaven Chongqing Jiangbei                          | CKG         | ZUCK        | 32.402.096                                    | 2           |                                                |  |
| Guangzhou                                   | Internationale luchthaven Guangzhou Baiyun                            | CAN         | ZGGG        | 55.201.915                                    | 2           | site luchthaven                                |  |
| Haikou                                      | Internationale luchthaven Haikou Meilan                               | HAK         | ZJHK        | 16.167.004                                    | 1           | site luchthaven                                |  |
| Hangzhou                                    | Internationale luchthaven Hangzhou Xiaoshan                           | HGH         | ZSHC        | 28.354.435                                    | 2           | site luchthaven                                |  |
| Hongkong                                    | Internationale luchthaven Hongkong                                    | HKG         | VHHH        | 56.064.248                                    | 2           | site luchthaven                                |  |
| Kunming                                     | Internationale luchthaven Kunming Changshui                           | KMG         | ZPPP        | 37.523.098                                    | 2           | site luchthaven                                |  |
| Lhasa                                       | Luchthaven Lhasa Gonggar                                              | LXA         | ZULS        | ?                                             | 1           |                                                |  |
| Macau                                       | Luchthaven Macau                                                      | MFM         | VMMC        | ?                                             | 1           | site luchthaven                                |  |
| Nanjing                                     | Internationale luchthaven Nanjing Lukou                               | NKG         | ZSNJ        | 19.163.768                                    | 2           |                                                |  |
| Shiquanhe                                   | Luchthaven Ngari Kunsha                                               | NGQ         | ZUAL        | ?                                             | 1           |                                                |  |
| Nyingtri                                    | Luchthaven Nyingtri                                                   | LZY         | ZUNZ        | ?                                             | 1           |                                                |  |
| Peking                                      | Luchthaven Peking Capital                                             | PEK         | ZBAA        | 89.939.049                                    | 3           | site luchthaven                                |  |
| Peking                                      | Luchthaven Peking Nanyuan                                             | NAY         | ZBNY        | ?                                             | 1           |                                                |  |
| Shenzhen                                    | Internationale luchthaven Shenzhen Bao'an                             | SZX         | ZGSZ        | 39.721.619                                    | 1           | site luchthaven                                |  |
| Shanghai                                    | Luchthaven Shanghai Hongqiao                                          | SHA         | ZSSS        | 39.090.865                                    | 1           | site luchthaven                                |  |
| Shanghai                                    | Luchthaven Shanghai Pudong                                            | PVG         | ZSPD        | 60.098.073                                    | 2           | site luchthaven                                |  |
| Tianjin                                     | Internationale luchthaven Tianjin Binhai                              | TSN         | ZBTJ        | 14.314.322                                    | 2           |                                                |  |
| Ürümqi                                      | Internationale Luchthaven Ürümqi Diwopu                               | URC         | ZWWW        | 18.506.463                                    | 1           |                                                |  |
| Wenzhou                                     | Luchthaven Wenzhou Yongqiang                                          | WNZ         | ZSWZ        | ?                                             | 1           | site luchthaven                                |  |
| Xiamen                                      | Internationale luchthaven Xiamen Gaoqi                                | XMN         | ZSAM        | 20.814.244                                    | 1           |                                                |  |
| Xi'an                                       | Internationale luchthaven Xi'an Xianyang                              | XIY         | ZLXY        | 32.970.215                                    | 2           | site luchthaven                                |  |
| Colombia                                    |                                                                       |             |             |                                               |             |                                                |  |
| Arauca                                      | Luchthaven Santiago Pérez Quiróz                                      | AUC         | SKUC        | 105.599                                       | 1           |                                                |  |
| Armenia                                     | Luchthaven El Edén                                                    | AXM         | SKAR        | 324.184                                       | 1           |                                                |  |
| Barrancabermeja                             | Luchthaven Yariguíes                                                  | EJA         | SKEJ        | 203.844                                       | 1           | site luchthaven                                |  |
| Barranquilla                                | Luchthaven Ernesto Cortizzos                                          | BAQ         | SKBQ        | 1.924.814                                     | 1           |                                                |  |
| Bogota                                      | Aeropuerto Internacional El Dorado                                    | BOG         | SKBO        | 22.525.873                                    | 2           | site luchthaven                                |  |
| Bucaramanga                                 | Luchthaven Palonegro                                                  | BGA         | SKBG        | 1.373.373                                     | 1           | site luchthaven                                |  |
| Cali                                        | Luchthaven Alfonso Bonilla Aragón                                     | CLO         | SKCL        | 3.699.236                                     | 1           | site luchthaven                                |  |
| Carepa                                      | Luchthaven Antonio Roldán Betancourt                                  | APO         | SKLC        | 177.013                                       | 1           | site luchthaven                                |  |
| Cartagena                                   | Luchthaven Rafael Núñez                                               | CTG         | SKCG        | 2.815.734                                     | 1           | site luchthaven                                |  |
| Chachagüí                                   | Luchthaven Antonio Nariño                                             | PSO         | SKPS        | 231.911                                       | 1           |                                                |  |
| Cúcuta                                      | Luchthaven Camilo Daza                                                | CUC         | SKCC        | 897.556                                       | 1           | site luchthaven                                |  |
| Ibagué                                      | Luchthaven Perales                                                    | IBE         | SKIB        | 157.248                                       | 1           |                                                |  |
| Leticia                                     | Luchthaven Alfredo Vasquéz Cobo                                       | LET         | SKLT        | 160.270                                       | 1           |                                                |  |
| Manizales                                   | Luchthaven La Nubia                                                   | MZL         | SKMZ        | 217.582                                       | 1           |                                                |  |
| Medellín                                    | Luchthaven Olaya Herrera                                              | EOH         | SKMD        | 925.737                                       | 1           | site luchthaven                                |  |
| Montería                                    | Luchthaven Los Garzones                                               | MTR         | SKMR        | 566.989                                       | 1           | site luchthaven                                |  |
| Neiva                                       | Luchthaven Benito Salas                                               | NVA         | SKNV        | 308.665                                       | 1           |                                                |  |
| Pereira                                     | Luchthaven Matecaña                                                   | PEI         | SKPE        | 988.959                                       | 1           | site luchthaven                                |  |
| Quibdó                                      | Luchthaven El Caraño                                                  | UIB         | SKUI        | 303.284                                       | 1           | site luchthaven                                |  |
| Riohacha                                    | Luchthaven Almirante Padilla                                          | RCH         | SKRH        | 91.141                                        | 1           | site luchthaven                                |  |
| Rionegro                                    | Luchthaven José María Córdova                                         | MDE         | SKRG        | 5.077.540                                     | 1           | site luchthaven                                |  |
| San Andrés                                  | Luchthaven Gustavo Rojas Pinilla                                      | ADZ         | SKSP        | 1.277.163                                     | 1           | site luchthaven                                |  |
| San Vicente del Caguán                      | Luchthaven Eduardo Falla Solano                                       | SVI         | SKSV        | ?                                             | 1           |                                                |  |
| Santa Marta                                 | Luchthaven Simón Bolívar                                              | SMR         | SKSM        | 1.014.985                                     | 1           | site luchthaven                                |  |
| Tumaco                                      | Luchthaven La Florida                                                 | TCO         | SKCO        | 63.045                                        | 1           |                                                |  |
| Valledupar                                  | Luchthaven Alfonso Lopéz Pumarejo                                     | VUP         | SKVP        | 301.881                                       | 1           | site luchthaven                                |  |
| Villavicencio                               | Luchthaven Vanguardia                                                 | VVC         | SKVV        | 131.220                                       | 1           |                                                |  |
| Yopal                                       | Luchthaven El Alcaraván                                               | EYP         | SKYP        | 406.213                                       | 1           |                                                |  |
| Comoren                                     |                                                                       |             |             |                                               |             |                                                |  |
| Moroni                                      | Luchthaven Prins Said Ibrahim                                         | HAH         | FMCH        | ?                                             | 1           | worldaerodata                                  |  |
| Congo-Brazzaville                           |                                                                       |             |             |                                               |             |                                                |  |
| Brazzaville                                 | Luchthaven Maya-Maya                                                  | BZV         | FCBB        | 447.699                                       | 1           | worldaerodata                                  |  |
| Pointe Noire                                | Luchthaven Pointe-Noire                                               | PNR         | FCPP        | ?                                             | 1           |                                                |  |
| Congo-Kinshasa                              |                                                                       |             |             |                                               |             |                                                |  |
| Bandundu                                    | Luchthaven Bandundu                                                   | FDU         | FZBO        | ?                                             | 0 (1)       | worldaerodata                                  |  |
| Goma                                        | Luchthaven Goma Internationaal                                        | GOM         | FNZA        | ?                                             | 1           | worldaerodata                                  |  |
| Isiro                                       | Luchthaven Matari                                                     | IRP         | FZJH        | ?                                             | 1           | worldaerodata                                  |  |
| Kamina                                      | Luchthaven Kamina                                                     | geen        | FZSB        | ?                                             | 1           |                                                |  |
| Kananga                                     | Luchthaven Kananga                                                    | KGA         | FZUA        | ?                                             | 1           | worldaerodata                                  |  |
| Kinshasa                                    | Luchthaven N'Djili Internationaal                                     | FIH         | FZAA        | 516.346                                       | 1           | site luchthaven                                |  |
| Kinshasa                                    | Luchthaven N'Dolo                                                     | NLO         | FZAB        | ?                                             | 1           | worldaerodata                                  |  |
| Kisangani                                   | Luchthaven Bangoka Internationaal                                     | FKI         | FZIC        | ?                                             | 1           |                                                |  |
| Lubumbashi                                  | Luchthaven Lubumbashi Internationaal                                  | FBM         | FZQA        | ?                                             | 1           |                                                |  |
| Mbandaka                                    | Luchthaven Mbandaka                                                   | MDK         | FZEA        | ?                                             | 1           |                                                |  |
| Costa Rica                                  |                                                                       |             |             |                                               |             |                                                |  |
| Liberia                                     | Daniel Oduber Quirós International Airport                            | LIR         | MRLB        | ?                                             | 1           | site luchthaven                                |  |
| San José                                    | Internationale luchthaven Juan Santamaría                             | SJO         | MROC        | ?                                             | 1           | site luchthaven                                |  |
| Tamarindo                                   | Luchthaven Tamarindo                                                  | TNO         | MRTM        | ?                                             | 1           |                                                |  |
| Cuba                                        |                                                                       |             |             |                                               |             |                                                |  |
| Havana                                      | José Martí International Airport                                      | HAV         | MUHA        | ?                                             | 1           | site luchthaven                                |  |
| Curaçao                                     |                                                                       |             |             |                                               |             |                                                |  |
| Curaçao                                     | Hato Airport                                                          | CUR         | TNCC        | 1.279.000                                     | 1           | site luchthaven                                |  |
| Cyprus                                      |                                                                       |             |             |                                               |             |                                                |  |
| Larnaca                                     | Luchthaven Larnaca                                                    | LCA         | LCLK        | 5.166.224                                     | 1           | site luchthaven                                |  |
| Nicosia                                     | Luchthaven Nicosia                                                    | NIC         | LCPH        | Sinds 1974 alleen nog in gebruik door UNFICYP | 1           |                                                |  |
| Paphos                                      | Luchthaven Paphos                                                     | PFO         | LCNC        | 2.242.797                                     | 1           | site luchthaven                                |  |
| Tymvou                                      | Luchthaven Ercan                                                      | ECN         | LCEN        | ?                                             | 2           | site luchthaven                                |  |
| Denemarken                                  |                                                                       |             |             |                                               |             |                                                |  |
| Aalborg                                     | Aalborg Lufthavn                                                      | AAL         | EKYT        | 992.674                                       | 1 (2)       | site luchthaven                                |  |
| Aarhus                                      | Luchthaven Aarhus                                                     | AAR         | EKAH        | ?                                             | 2           |                                                |  |
| Billund                                     | Luchthaven Billund                                                    | BLL         | EKBI        | 1.980.470                                     | 1           | site luchthaven                                |  |
| Bornholm                                    | Luchthaven Bornholm                                                   | RNN         | EKRN        | ?                                             | 1           | site luchthaven                                |  |
| Esbjerg                                     | Luchthaven Esbjerg                                                    | EBJ         | EKEB        | ?                                             | 1           | site luchthaven                                |  |
| Kopenhagen                                  | Luchthaven Kopenhagen (Kastrup)                                       | CPH         | EKCH        | 20.877.500                                    | 3           | site luchthaven                                |  |
| Kopenhagen                                  | Luchthaven Roskilde                                                   | RKE         | EKRK        | 43.220                                        | 2           | site luchthaven                                |  |
| Faroe Islands                               | Luchthaven Vágar                                                      | FAE         | EKVG        | 219.329 (2007)                                | 1 (2)       | site luchthaven                                |  |
| Djibouti                                    |                                                                       |             |             |                                               |             |                                                |  |
| Djibouti                                    | Luchthaven Ambouli Internationaal                                     | JIB         | HDAM        | 182.641                                       | 1           | worldaerodata                                  |  |
| Obock                                       | Luchthaven Obock                                                      | OBC         | HDOB        | ?                                             | 1           | site luchthaven                                |  |
| Tadjoura                                    | Luchthaven Tadjoura                                                   | TDJ         | HDTJ        | ?                                             | 1           | site luchthaven                                |  |
| Dominica                                    |                                                                       |             |             |                                               |             |                                                |  |
| Marigot                                     | Luchthaven Douglas-Charles                                            | DOM         | TDPD        | ?                                             | 1           |                                                |  |
| Dominicaanse Republiek                      |                                                                       |             |             |                                               |             |                                                |  |
| Barahona                                    | Barahona Airport                                                      | BRX         | MDBH        | ?                                             | 1           | Airport data                                   |  |
| Constanza                                   | Constanza Airport                                                     | COZ         | MDCZ        | ?                                             | 1           | Airport data                                   |  |
| Dajabon                                     | Dajabón National Airport                                              | –           | MDDJ        | ?                                             | 1           | Flightstats                                    |  |
| Samana                                      | El Catey International Airport                                        | AZS         | MDCY        | ?                                             | 1           | Airport data                                   |  |
| El Portillo                                 | El Portillo Airport                                                   | EPS         | MDPO        | ?                                             | 1           | Airport data                                   |  |
| La Romana                                   | Casa de Campo International Airport                                   | LRM         | MDLR        | ?                                             | 1           | La Romana Airport                              |  |
| Santiago                                    | Cibao International Airport                                           | STI         | MDST        | ?                                             | 1           | I A del Cibao                                  |  |
| Monte Cristi                                | Monte Cristi Airport                                                  | –           | MDMC        | ?                                             | 1           | Flightstats                                    |  |
| Puerto Plata                                | La Union Airport                                                      | POP         | MDPP        | ?                                             | 1           | Airport data                                   |  |
| Punta Cana                                  | Punta Cana International Airport                                      | PUJ         | MDPC        | ?                                             | 2           | Punta Cana I A                                 |  |
| Santo Domingo                               | La Isabela International Airport                                      | JBQ         | MDJB        | ?                                             | 1           | Airport data                                   |  |
| Santo Domingo                               | Las Américas International Airport                                    | SDQ         | MDSD        | ?                                             | 1           | Las Américas I A                               |  |
| Santo Domingo                               | San Isidro Ab Airport                                                 | –           | MDSI        | ?                                             | 1           | Flightstats                                    |  |
| Duitsland                                   |                                                                       |             |             |                                               |             |                                                |  |
| Berlijn                                     | Luchthaven Berlin-Schönefeld                                          | SXF         | EDDB        | 5.075.000                                     | 2           | alle luchthavens                               |  |
| Berlijn                                     | Luchthaven Berlin-Tegel                                               | TXL         | EDDT        | 11.810.000                                    | 2           | alle luchthavens                               |  |
| Bremen                                      | Luchthaven Bremen                                                     | BRE         | EDDW        | 2.486.337                                     | 1 (2)       | site luchthaven                                |  |
| Dortmund                                    | Luchthaven Dortmund                                                   | DTM         | EDLW        | 2.020.000                                     | 1           | site luchthaven                                |  |
| Dresden                                     | Luchthaven Dresden                                                    | DRS         | EDDC        | ?                                             | 1           | site luchthaven                                |  |
| Düsseldorf                                  | Luchthaven Düsseldorf International                                   | DUS         | EDDL        | 16.590.000                                    | 2           | site luchthaven                                |  |
| Düsseldorf                                  | Luchthaven Weeze                                                      | NRN         | ETUL        | 585.400                                       | 1           | site luchthaven                                |  |
| Erfurt                                      | Luchthaven Erfurt Weimar                                              | ERF         | EDDE        | ?                                             | 1           | site luchthaven                                |  |
| Frankfurt                                   | Luchthaven Frankfurt (Flughafen Rhein-Main)                           | FRA         | EDDF        | 52.800.000                                    | 3           | site luchthaven                                |  |
| Frankfurt                                   | Luchthaven Frankfurt-Hahn                                             | HHN         | EDFH        | 2.800.000                                     | 1           | site luchthaven                                |  |
| Friedrichshafen                             | Luchthaven Friedrichshafen                                            | FDH         | EDNY        | ?                                             | 1           | site luchthaven                                |  |
| Hamburg                                     | Luchthaven Hamburg-Fuhlsbüttel                                        | HAM         | EDDH        | ?                                             | 2           | site luchthaven                                |  |
| Hamburg                                     | Luchthaven Lübeck                                                     | LBC         | EDHL        | ?                                             | 1           | site luchthaven                                |  |
| Hannover                                    | Luchthaven Hannover-Langenhagen                                       | HAJ         | EDDV        | ?                                             | 3           | site luchthaven                                |  |
| Helgoland                                   | Vliegveld Helgoland                                                   | HGL         | EDXH        | ?                                             | 0 (3)       | site luchthaven                                |  |
| Keulen                                      | Luchthaven Keulen-Bonn (Konrad Adenauer)                              | CGN         | EDDK        | 10.470.000                                    | 3           | site luchthaven                                |  |
| München                                     | Luchthaven München                                                    | MUC         | EDDM        | 33.183.100                                    | 2           | site luchthaven                                |  |
| Munster                                     | Luchthaven Münster-Osnabrück                                          | FMO         | EDDG        | 1.550.000                                     | 1           | site luchthaven                                |  |
| Neurenberg                                  | Luchthaven Neurenberg                                                 | NUE         | EDDN        | 3.965.400                                     | 1           | site luchthaven                                |  |
| Paderborn                                   | Luchthaven Paderborn Lippstadt                                        | PAD         | EDLP        | ?                                             | 1           | site luchthaven                                |  |
| Saarbrucken                                 | Luchthaven Zweibrücken                                                | ZQW         | EDRZ        | ?                                             | 1           | site luchthaven                                |  |
| Siegen                                      | Luchthaven Siegerland                                                 | SGE         | EDGS        | ?                                             | 1 (3)       | site luchthaven                                |  |
| Stuttgart                                   | Luchthaven Stuttgart                                                  | STR         | EDDS        | ?                                             | 1           | site luchthaven                                |  |
| Uetersen                                    | Luchthaven Uetersen                                                   | –           | EDHE        | ?                                             | 0 (2)       | site luchthaven                                |  |
| Westerland                                  | Luchthaven Sylt                                                       | GWT         | EDXW        | ?                                             | 2           | site luchthaven                                |  |
| Ecuador                                     |                                                                       |             |             |                                               |             |                                                |  |
| Guayaquil                                   | Aeropuerto Internacional José Joaquín de Olmedo                       | GYE         | SEGU        | ?                                             | 1           | site luchthaven                                |  |
| Quito                                       | Aeropuerto Internacional Mariscal Sucre                               | UIO         | SEQI        | ?                                             | 1           | site luchthaven                                |  |
| Egypte                                      |                                                                       |             |             |                                               |             |                                                |  |
| Aboe Simbel                                 | Luchthaven Aboe Simbel                                                | ABS         | HEBL        | 499.172                                       | 1           | worldaerodata                                  |  |
| Alexandrië                                  | Luchthaven Borg El Arab                                               | HBE         | HEBA        | 236.135                                       | 1           | worldaerodata                                  |  |
| Alexandrië                                  | Luchthaven Alexandrië                                                 | ALY         | HEAX        | 795.128                                       | 2           | worldaerodata                                  |  |
| Assiut                                      | Luchthaven Assiut                                                     | ATZ         | HEAT        | 132.688                                       | 1           | worldaerodata                                  |  |
| Aswan                                       | Luchthaven Aswan                                                      | ASW         | HESN        | 979.034                                       | 1           | worldaerodata                                  |  |
| Caïro                                       | Internationale luchthaven van Caïro                                   | CAI         | HECA        | 14.360.175                                    | 4           | site luchthaven                                |  |
| Al Arish                                    | Luchthaven El Arish                                                   | AAC         | HEAR        | 15.166                                        | 1           | worldaerodata                                  |  |
| Hurghada                                    | Luchthaven Hurghada                                                   | HRG         | HEGN        | 5.947.616                                     | 1           | worldaerodata                                  |  |
| Luxor                                       | Luchthaven Luxor                                                      | LXR         | HELX        | 2.123.898                                     | 1           |                                                |  |
| Marsa Alam                                  | Luchthaven Marsa Alam                                                 | RMF         | HEMA        | 642.807                                       | 1           | site luchthaven                                |  |
| Mersa Matruh                                | Luchthaven Mersa Matruh                                               | MUH         | HEMM        | 50.074                                        | 1           | worldaerodata                                  |  |
| Sharm-el-Sheikh                             | Luchthaven Sharm el-Sheikh (Ophira International Airport)             | SSH         | HESH        | 6.424.851                                     | 1           | worldaerodata                                  |  |
| Taba                                        | Luchthaven Taba                                                       | TCP         | HETB        | 210.029                                       | 1           | worldaerodata                                  |  |
| El Salvador                                 |                                                                       |             |             |                                               |             |                                                |  |
| San Salvador                                | Luchthaven El Salvador                                                | SAL         | MSLP        | ?                                             | 2           |                                                |  |
| Equatoriaal-Guinea                          |                                                                       |             |             |                                               |             |                                                |  |
| Bata                                        | Luchthaven Bata                                                       | BSG         | FGBT        | ?                                             | 1           |                                                |  |
| Malabo (Bioko)                              | Luchthaven Malabo                                                     | SSG         | FGSL        | ?                                             | 1           | worldaerodata                                  |  |
| Eritrea                                     |                                                                       |             |             |                                               |             |                                                |  |
| Asmara                                      | Luchthaven Asmara (luchthaven Johannes IV)                            | ASM         | HHAS        | 136.526                                       | 2           | worldaerodata                                  |  |
| Assab                                       | Luchthaven Assab                                                      | ASA         | HHSB        | ?                                             | 1           | worldaerodata                                  |  |
| Massawa                                     | Luchthaven Massawa                                                    | MSW         | HHMS        | ?                                             | 1           |                                                |  |
| Estland                                     |                                                                       |             |             |                                               |             |                                                |  |
| Kärdla                                      | Luchthaven Kärdla                                                     | KDL         | EEKA        | ?                                             | 1           | site luchthaven                                |  |
| Kuressaare                                  | Luchthaven Kuressaare                                                 | URE         | EEKE        | ?                                             | 1 (2)       | site luchthaven                                |  |
| Tallinn                                     | Lennart Meri Tallinn Airport                                          | TLL         | EETN        | ?                                             | 1           | site luchthaven                                |  |
| Tartu                                       | Luchthaven Tartu                                                      | TAY         | EETU        | ?                                             | 1           | site luchthaven                                |  |
| Ethiopië                                    |                                                                       |             |             |                                               |             |                                                |  |
| Addis Abeba                                 | Luchthaven Bole Internationaal (Haile Selassie International airport) | ADD         | HAAB        | 2.837.543                                     | 2           | worldaerodata                                  |  |
| Aksum                                       | Luchthaven Axum                                                       | AXU         | HAAX        | ?                                             | 1           |                                                |  |
| Dire Dawa                                   | Luchthaven Aba Tenna Dejazmach Yilma                                  | DIR         | HADR        | ?                                             | 1           |                                                |  |
| Gode                                        | Luchthaven Gode                                                       | GDE         | –           | ?                                             | 1           |                                                |  |
| Jimma                                       | Luchthaven Aba Segud                                                  | JIM         | HAJM        | ?                                             | 1           |                                                |  |
| Tippi                                       | Luchthaven Tippi                                                      | TIE         | HATP        | ?                                             | 1           |                                                |  |
| Fiji                                        |                                                                       |             |             |                                               |             |                                                |  |
| Nadi                                        | Nadi International Airport                                            | NAN         | NFFN        | ?                                             | 2           | site luchthaven                                |  |
| Filipijnen                                  |                                                                       |             |             |                                               |             |                                                |  |
| Angeles                                     | Diosdado Macapagal International Airport                              | CRK         | RPLC        | ?                                             | 2           | site luchthaven                                |  |
| Butuan City                                 | Bancasi Airport                                                       | BXU         | RPME        | ?                                             | 1           |                                                |  |
| Cagayan de Oro                              | Lumbia Airport                                                        | CGY         | RPML        | ?                                             | 1           |                                                |  |
| Cebu                                        | Mactan-Cebu International Airport                                     | CEB         | RPVM        | 3.642.862                                     | 1           | site luchthaven                                |  |
| Davao                                       | Francisco Bangoy International Airport                                | DVO         | RPMD        | 1.692.877                                     | 1           |                                                |  |
| General Santos                              | General Santos International Airport                                  | GES         | RPMR        | ?                                             | 1           |                                                |  |
| Iloilo City                                 | Iloilo International Airport                                          | ILO         | RPVE        | ?                                             | 1           |                                                |  |
| Laoag                                       | Laoag International Airport                                           | LAO         | RPLI        | 161.177                                       | 1           |                                                |  |
| Manilla                                     | Ninoy Aquino International Airport                                    | MNL         | RPLL        | 16.460.000                                    | 2           | site luchthaven                                |  |
| Malay                                       | Godofredo P. Ramos Airport                                            | MPH         | RPVE        | ?                                             | 1           |                                                |  |
| Olongapo                                    | Subic Bay International Airport                                       | SFS         | RPLB        | ?                                             | 1           |                                                |  |
| Puerto Princesa                             | Puerto Princesa International Airport                                 | PPS         | RPVP        | ?                                             | 1           |                                                |  |
| Sibulan                                     | Kalibo International Airport                                          | KLO         | RPVK        | ?                                             | 1           |                                                |  |
| Sibulan                                     | Sibulan Airport                                                       | DGT         | RPVD        | ?                                             | 1           |                                                |  |
| Silay                                       | Bacolod-Silay Airport                                                 | BCD         | RPVB        | ?                                             | 1           |                                                |  |
| Tacloban                                    | Daniel Z. Romualdez Airport                                           | TAC         | RPVA        | ?                                             | 1           |                                                |  |
| Zamboanga City                              | Zamboanga International Airport                                       | ZAM         | RPMZ        | ?                                             | 1           |                                                |  |
| Finland                                     |                                                                       |             |             |                                               |             |                                                |  |
| Enontekiö                                   | Luchthaven Enontekiö                                                  | ENF         | EFET        | 16.023                                        | 1           | site luchthaven                                |  |
| Helsinki                                    | Luchthaven Helsinki-Vantaa                                            | HEL         | EFHK        | 15.000.000                                    | 3           | site luchthaven                                |  |
| Ivalo                                       | Luchthaven Ivalo                                                      | IVL         | EFIV        | 111.940                                       | 1           | site luchthaven                                |  |
| Kittilä                                     | Luchthaven Kittilä                                                    | KTT         | EFKT        | 215.000                                       | 1           | site luchthaven                                |  |
| Lappeenranta                                | Luchthaven Lappeenranta                                               | LPP         | LOWS        | ?                                             | 1           | site luchthaven                                |  |
| Mariehamn                                   | Luchthaven Mariehamn                                                  | MHQ         | EFMA        | 54.000                                        | 1           | site luchthaven                                |  |
| Tampere                                     | Luchthaven Tampere                                                    | TMP         | EFTP        | ?                                             | 1           | site luchthaven                                |  |
| Frankrijk                                   | Frankrijk                                                             | Frankrijk   | Frankrijk   | Frankrijk                                     | Frankrijk   | alle luchthavens                               |  |
| Ahe (Frans-Polynesië)                       | Luchthaven Ahe                                                        | AHE         | NTHE        | ?                                             | 1           |                                                |  |
| Béziers                                     | Luchthaven Béziers                                                    | BZR         | LFMU        | ?                                             | 1           | site luchthaven                                |  |
| Biarritz                                    | Luchthaven Biarritz-Anglet-Bayonne                                    | BIQ         | LFBZ        | 1.032.937                                     | 1           | site luchthaven                                |  |
| Bordeaux                                    | Luchthaven Bordeaux                                                   | BOD         | LFBD        | 3.322.442                                     | 2           | site luchthaven                                |  |
| Brest                                       | Aéroport Brest Bretagne                                               | BES         | LFRB        | ?                                             | 2           | site luchthaven                                |  |
| Brive-la-Gaillarde                          | Luchthaven Brive–Vallée de la Dordogne                                | BVE         | LFSL        | ?                                             | 1 (2)       | site luchthaven                                |  |
| Caen                                        | Luchthaven Caen-Carpiquet                                             | CFR         | LRFK        | 100.023                                       | 2           | site luchthaven                                |  |
| Castres                                     | Luchthaven Castres-Mazamet                                            | DCM         | LFCK        | ?                                             | 1           | site luchthaven                                |  |
| Cayenne                                     | Luchthaven Cayenne - Félix Eboué                                      | CAY         | SOCA        | ?                                             | 1           | site luchthaven                                |  |
| Cherbourg                                   | Luchthaven Cherbourg-Maupertus                                        | CER         | LFRC        | ?                                             | 1           | site luchthaven                                |  |
| Clermont-Ferrand                            | Luchthaven Clermont-Ferrand Auvergne                                  | CFE         | LFLC        | ?                                             | 1           | site luchthaven                                |  |
| Camopi                                      | Luchthaven Camopi                                                     | OYC         | SOOC        | ?                                             | 1           |                                                |  |
| Courchevel                                  | Vliegveld Courchevel                                                  | CVF         | LFLJ        | ?                                             | 1           |                                                |  |
| Grand-Santi                                 | Luchthaven Grand-Santi                                                | GSI         | SOGS        | ?                                             | 1           |                                                |  |
| Grenoble                                    | Luchthaven Grenoble-Isère                                             | GNB         | LFLS        | 474.083                                       | 1 (2)       | site luchthaven                                |  |
| La Rochelle                                 | Luchthaven La Rochelle                                                | LRH         | LFBH        | ?                                             | 1           | site luchthaven                                |  |
| Le Havre                                    | Luchthaven Le Havre Octeville                                         | LEH         | LFOH        | 29.195                                        | 1           | site luchthaven                                |  |
| Limoges                                     | Luchthaven Limoges                                                    | LIG         | LFBL        | ?                                             | 1           | site luchthaven                                |  |
| Lyon                                        | Luchthaven Lyon-Saint Exupéry                                         | LYS         | LFLL        | ?                                             | 2           | site luchthaven                                |  |
| Maripasoula                                 | Luchthaven Maripasoula                                                | MPY         | SOOA        | ?                                             | 1 (2)       |                                                |  |
| Marseille                                   | Luchthaven Marseille Provence                                         | MRS         | LFML        | 7.363.068                                     | 2           | site luchthaven                                |  |
| Metz/Nancy                                  | Luchthaven Metz-Nancy-Lorraine                                        | ETZ         | LFJL        | ?                                             | 1           | site luchthaven                                |  |
| Miquelon                                    | Vliegveld Miquelon                                                    | MQC         | LFVM        | ?                                             | 1           | site luchthaven                                |  |
| Montpellier                                 | Luchthaven Montpellier Méditerranée                                   | MPL         | LFMT        | ?                                             | 2           | site luchthaven                                |  |
| Mulhouse                                    | EuroAirport Bazel-Mulhouse-Freiburg                                   | MLH         | LFSB        | 4.270.000                                     | 2           | site luchthaven                                |  |
| Nantes                                      | Luchthaven Nantes Atlantique                                          | NTE         | LFRS        | ?                                             | 1           | site luchthaven                                |  |
| Nice                                        | Luchthaven Nice Côte d'Azur                                           | NCE         | LFMN        | 9.755.000                                     | 2           | site luchthaven                                |  |
| Nîmes                                       | Luchthaven Nîmes-Garons                                               | FNI         | LFTW        | ?                                             | 1           | site luchthaven                                |  |
| Parijs                                      | Luchthaven Parijs Beauvais Tillé                                      | BVA         | LFOB        | 1.850.000                                     | 2 (3)       | site luchthaven                                |  |
| Parijs                                      | Luchthaven Parijs-Charles de Gaulle                                   | CDG         | LFPG        | 51.260.000                                    | 4           | alle luchthavens                               |  |
| Parijs                                      | Luchthaven Le Bourget                                                 | LBG         | LFPB        | 130.000                                       | 3           | alle luchthavens                               |  |
| Parijs                                      | Luchthaven Orly                                                       | ORY         | LFPO        | 23.560.000                                    | 3           | alle luchthavens                               |  |
| Pau                                         | Luchthaven Pau Pyrénées                                               | PUF         | LFBP        | ?                                             | 1           | site luchthaven                                |  |
| Perpignan                                   | Luchthaven Perpignan-Rivesaltes                                       | PGF         | LFMP        | 428.800                                       | 1 (2)       | site luchthaven                                |  |
| Pointe-à-Pitre                              | Luchthaven Pointe-à-Pitre Le Raizet                                   | PTP         | TFFR        | ?                                             | 1           | site luchthaven                                |  |
| Poitiers                                    | Luchthaven Poitiers-Biard                                             | PIS         | LFBI        | ?                                             | 1           | site luchthaven                                |  |
| Rennes                                      | Luchthaven Rennes St. Jacques                                         | RNS         | LFRN        | ?                                             | ? (?)       | site luchthaven                                |  |
| Rijsel                                      | Luchthaven Lille (Lesquin)                                            | LIL         | LFQQ        | 842.600                                       | 1 (2)       | site luchthaven                                |  |
| Saint Barthelemy                            | Luchthaven Rémy de Haenen                                             | SBH         | TFFJ        | ?                                             | 0 (1)       |                                                |  |
| Saint-Denis                                 | Luchthaven Réunion Roland Garros                                      | RUN         | FMEE        | ?                                             | 2           | site luchthaven                                |  |
| Saint-Laurent-du-Maroni                     | Luchthaven Saint-Laurent-du-Maroni                                    | LDX         | SOOM        | ?                                             | 1           |                                                |  |
| Saint-Pierre                                | Vliegveld Saint-Pierre                                                | FSP         | LFVP        | ?                                             | 1           | site luchthaven                                |  |
| Saint Pierre de la Reunion                  | Luchthaven Saint-Pierre Pierrefonds                                   | ZSE         | FMEP        | ?                                             | 1           | site luchthaven                                |  |
| Saül                                        | Luchthaven Saül                                                       | XAU         | SOOS        | ?                                             | 1           |                                                |  |
| Straatsburg                                 | Luchthaven Straatsburg                                                | SXB         | LFST        | ?                                             | 1           | site luchthaven                                |  |
| Toulon                                      | Luchthaven Toulon-Hyères                                              | TLN         | LFTH        | ?                                             | 1           | site luchthaven                                |  |
| Toulouse                                    | Luchthaven Toulouse-Blagnac                                           | TLS         | LFBO        | ?                                             | 2           | site luchthaven                                |  |
| Gabon                                       |                                                                       |             |             |                                               |             |                                                |  |
| Franceville                                 | Luchthaven M'Vengue El Hadj Omar Bongo Ondimba                        | MVB         | FOON        | ?                                             | 1           |                                                |  |
| Gamba                                       | Luchthaven Gamba                                                      | GAX         | –           | ?                                             | 1           |                                                |  |
| Libreville                                  | Luchthaven Libreville Internationaal (Leon M'ba)                      | LBV         | FOOL        | ?                                             | 1           |                                                |  |
| Makokou                                     | Luchthaven Makokou                                                    | MKU         | FOOK        | ?                                             | 1           |                                                |  |
| Mouila                                      | Luchthaven Mouila                                                     | MJL         | FOGM        | ?                                             | 1           |                                                |  |
| Oyem                                        | Luchthaven Oyem                                                       | OYE         | FOGO        | ?                                             | 1           |                                                |  |
| Port-Gentil                                 | Luchthaven Port-Gentil                                                | POG         | FOOG        | ?                                             | 1           |                                                |  |
| Tchibanga                                   | Luchthaven Tchibanga                                                  | TCH         | FOOT        | ?                                             | 1           |                                                |  |
| Gambia                                      |                                                                       |             |             |                                               |             |                                                |  |
| Banjul                                      | Luchthaven Banjul Internationaal (Yandum)                             | BJL         | GBYD        | 310.719                                       | 1           |                                                |  |
| Georgië                                     |                                                                       |             |             |                                               |             |                                                |  |
| Ambrolaoeri                                 | Luchthaven Ambrolaoeri                                                | -           | UGTB        | 2.657 (2022)                                  | 1           | site exploitant                                |  |
| Batoemi                                     | Luchthaven Batoemi                                                    | BUS         | UGSB        | 616.885 (2022)                                | 1           | site luchthaven                                |  |
| Koetaisi                                    | Luchthaven Koetaisi                                                   | KUT         | UGKO        | 796.063 (2022)                                | 1           | site luchthaven                                |  |
| Mestia                                      | Luchthaven Mestia                                                     | -           | UGMS        | 9.385 (2022)                                  | 1           | site exploitant                                |  |
| Natachtari                                  | Vliegveld Natachtari                                                  | -           | UGSA        | 17.541 (2022)                                 | 1           | site eigenaar                                  |  |
| Tbilisi                                     | Luchthaven Tbilisi                                                    | TBS         | UGTB        | 2.998.785 (2022)                              | 1           | site luchthaven                                |  |
| Telavi                                      | Vliegveld Telavi                                                      | -           | UGGT        | -                                             | 1           | site eigenaar                                  |  |
| Ghana                                       | Ghana                                                                 | Ghana       | Ghana       | Ghana                                         | Ghana       | Ghana Civil Aviation Authority                 |  |
| Accra                                       | Luchthaven Kotoka Internationaal                                      | ACC         | DGAA        | 806.000                                       | 1           |                                                |  |
| Kumasi                                      | Luchthaven Kumasi                                                     | KMS         | DGSI        | ?                                             | 1           |                                                |  |
| Sekondi-Takoradi                            | Luchthaven Takoradi                                                   | TKD         | DGTK        | ?                                             | 1           |                                                |  |
| Tamale                                      | Luchthaven Tamale                                                     | TML         | DGLE        | ?                                             | 1           |                                                |  |
| Grenada                                     | Grenada                                                               | Grenada     | Grenada     | Grenada                                       | Grenada     | Grenada Airport Authority                      |  |
| Saint George's                              | Maurice Bishop International Airport                                  | GND         | TGPY        | ?                                             | 1           |                                                |  |
| Griekenland                                 | Griekenland                                                           | Griekenland | Griekenland | Griekenland                                   | Griekenland | alle luchthavens                               |  |
| Athene                                      | Luchthaven Athene                                                     | ATH         | LGAV        | ?                                             | 2           | site luchthaven                                |  |
| Alexandroupolis                             | Luchthaven Alexandroupolis "Democitus"                                | AXD         | LGAL        | ?                                             | 1           |                                                |  |
| Patras                                      | Luchthaven Araxos                                                     | GPA         | LGRX        | ?                                             | 1           | site luchthaven                                |  |
| Kefalonia                                   | Luchthaven Kefalonia                                                  | EFL         | LGKF        | ?                                             | 1           |                                                |  |
| Astypalaia                                  | Luchthaven Astypalaia                                                 | JTY         | LGPL        | ?                                             | 1           | site luchthaven                                |  |
| Chania                                      | Luchthaven Chania "Ioannis Daskalogiannis"                            | CHQ         | LGSA        | ?                                             | 1           | site luchthaven                                |  |
| Chios                                       | Luchthaven Chios "Omiros"                                             | JKH         | LGHI        | 185.591                                       | 1           | site luchthaven                                |  |
| Heraklion                                   | Luchthaven Iraklion "Kazantzakis"                                     | HER         | LGIR        | ?                                             | 2 (3)       | site luchthaven                                |  |
| Karpathos                                   | Luchthaven Karpathos                                                  | AOK         | LGKP        | ?                                             | 1           |                                                |  |
| Kavala                                      | Luchthaven Kavala "Megas Alexandros"                                  | KVA         | LGKV        | ?                                             | 1           | site luchthaven                                |  |
| Corfu                                       | Luchthaven Korfoe "Ioannis Kapodistrias"                              | CFU         | LGKO        | ?                                             | 1           | site luchthaven                                |  |
| Kos                                         | Luchthaven Kos                                                        | KGS         | LGKR        | ?                                             | 1           |                                                |  |
| Kithira                                     | Luchthaven Kythira                                                    | KIT         | LGKC        | ?                                             | 1           |                                                |  |
| Milos                                       | Luchthaven Milos                                                      | MLO         | LGML        | ?                                             | 1           |                                                |  |
| Mykonos                                     | Luchthaven Mykonos                                                    | JMK         | LGMK        | ?                                             | 1           | site luchthaven                                |  |
| Mytilene                                    | Luchthaven Mytilini "Odysseas Elytis"                                 | MJT         | LGMT        | ?                                             | 1           | site luchthaven                                |  |
| Volos                                       | Luchthaven Nea Anchialos                                              | VOL         | LGBL        | ?                                             | 1           | site luchthaven                                |  |
| Paros                                       | Luchthaven Paros                                                      | PAS         | LGPA        | ?                                             | 1           |                                                |  |
| Samos                                       | Luchthaven "Aristarchos van Samos"                                    | SMI         | LGSM        | ?                                             | 1           | site luchthaven                                |  |
| Rhodos                                      | Luchthaven Rhodos "Diagoras"                                          | RHO         | LGRP        | ?                                             | 1           | site luchthaven                                |  |
| Skiathos                                    | Luchthaven Skiathos                                                   | JSI         | LGSK        | ?                                             | 1           | site luchthaven                                |  |
| Santorini                                   | Luchthaven Santorini                                                  | JTR         | LGSR        | ?                                             | 1           | site luchthaven                                |  |
| Thessaloniki                                | Luchthaven Thessaloniki "Macedonia"                                   | SKG         | LGTS        | 3.500.000                                     | 2           | site luchthaven                                |  |
| Zakinthos                                   | Luchthaven Zakynthos "Dionysios Solomos"                              | ZTH         | LGZA        | ?                                             | 1           | site luchthaven                                |  |
| Groenland                                   |                                                                       |             |             |                                               |             |                                                |  |
| Ittoqqortoormiit                            | Luchthaven Nerlerit Inaat                                             | CNP         | BGCO        | ?                                             | 1           |                                                |  |
| Kangerlussuaq                               | Luchthaven Kangerlussuaq                                              | SFJ         | BGSF        | ?                                             | 1           | site luchthaven[dode link]                     |  |
| Kulusuk                                     | Luchthaven Kulusuk                                                    | KUS         | BGKK        | ?                                             | 1           |                                                |  |
| Narsarsuaq                                  | Luchthaven Narsarsuaq                                                 | UAK         | BGBW        | ?                                             | 1           |                                                |  |
| Nuuk                                        | Luchthaven Nuuk                                                       | GOH         | BGGH        | ?                                             | 1           |                                                |  |
| Guatemala                                   |                                                                       |             |             |                                               |             |                                                |  |
| Guatemala-Stad                              | Internationale luchthaven La Aurora                                   | GUA         | MGGT        | ?                                             | 1           |                                                |  |
| Guinee                                      |                                                                       |             |             |                                               |             |                                                |  |
| Conakry                                     | Luchthaven Conakry Internationaal (Gbessa)                            | CKY         | GUCY        | ?                                             | 1           | worldaerodata[dode link]                       |  |
| Guinee-Bissau                               |                                                                       |             |             |                                               |             |                                                |  |
| Bissau                                      | Luchthaven Osvaldo Viera Internationaal                               | OXB         | GGOV        | ?                                             | 1           | worldaerodata                                  |  |
| Guyana                                      |                                                                       |             |             |                                               |             |                                                |  |
| Georgetown / Timehri                        | Luchthaven Cheddi Jagan                                               | GEO         | SYCJ        | ?                                             | 2           | site luchthaven                                |  |
| Georgetown                                  | Luchthaven Eugene F. Correia                                          | OGL         | SYEC        | ?                                             | 1           | site luchthaven                                |  |
| Lethem                                      | Luchthaven Lethem                                                     | LTM         | SYLT        | ?                                             | 1           |                                                |  |
| Nationaal park Kaieteur                     | Luchthaven Kaieteur                                                   | KAI         | SYKA        | ?                                             | 1           |                                                |  |
| Haïti                                       |                                                                       |             |             |                                               |             |                                                |  |
| Cap-Haïtien                                 | Internationale Luchthaven Cap-Haïtien                                 | CAP         | MTCH        | ?                                             | 1           |                                                |  |
| Jacmel                                      | Luchthaven Jacmel                                                     | JAK         | MTJA        | ?                                             | 1           |                                                |  |
| Jérémie                                     | Luchthaven Jérémie                                                    | JEE         | MTJE        | ?                                             | 1           |                                                |  |
| Les Cayes                                   | Luchthaven Antoine Simon                                              | CYA         | MTCA        | ?                                             | 1           |                                                |  |
| Port-au-Prince                              | Internationale Luchthaven Toussaint Louverture                        | PAP         | MTPP        | ?                                             | 1           |                                                |  |
| Port-de-Paix                                | Luchthaven Port-de-Paix                                               | PAX         | MTPX        | ?                                             | 1           |                                                |  |
| Honduras                                    |                                                                       |             |             |                                               |             |                                                |  |
| Tegucigalpa                                 | Luchthaven Toncontín                                                  | TGU         | MHTG        | ?                                             | 1           |                                                |  |
| Hongarije                                   |                                                                       |             |             |                                               |             |                                                |  |
| Boedapest                                   | Luchthaven Boedapest-Ferihegy                                         | BUD         | LHBP        | 8.000.000                                     | 2           | site luchthaven                                |  |
| Debrecen                                    | Luchthaven Debrecen                                                   | DEB         | LHDC        | ?                                             | 1           | site luchthaven                                |  |
| Sármellék                                   | Hévíz-Balaton Airport                                                 | SOB         | LHSM        | ?                                             | 1           | site luchthaven                                |  |
| Ierland                                     |                                                                       |             |             |                                               |             |                                                |  |
| Knock                                       | Luchthaven Knock                                                      | NOC         | EIKN        | ?                                             | 1           | site luchthaven                                |  |
| Cork                                        | Cork Airport                                                          | ORK         | EICK        | 2.730.000                                     | 2           | site luchthaven                                |  |
|                                             | Dublin Airport                                                        | DUB         | EIDW        | 18.400.000                                    | 3           |                                                |  |
| Shannon                                     | Shannon Airport                                                       | SNN         | EINN        | 2.400.000                                     | 1 (2)       | site luchthaven                                |  |
| Voor Noord-Ierland: zie Verenigd Koninkrijk |                                                                       |             |             |                                               |             |                                                |  |
| IJsland                                     |                                                                       |             |             |                                               |             |                                                |  |
| Akureyri                                    | Luchthaven van Akureyri                                               | AEY         | BIAR        | ?                                             | 1           |                                                |  |
| Egilsstaðir                                 | Luchthaven van Egilsstaðir                                            | EGS         | BIEG        | ?                                             | 1           |                                                |  |
| Ísafjörður                                  | Luchthaven van Ísafjörður                                             | IFJ         | BIIS        | ?                                             | 1           |                                                |  |
| Keflavík                                    | Luchthaven Keflavík (luchthaven Leif Eriksson)                        | KEF         | BIKF        | 3.865.722                                     | 2           | site luchthaven                                |  |
| Reykjavik                                   | Luchthaven van Reykjavik                                              | RKV         | BIRK        | ?                                             | 3           |                                                |  |
| India                                       |                                                                       |             |             |                                               |             |                                                |  |
| Bangalore                                   | Bengaluru International Airport                                       | BLR         | VOBL        | ?                                             | 1           | site luchthaven                                |  |
| Mumbai                                      | Chhatrapati Shivaji International Airport                             | BOM         | VABB        | ?                                             | 2           | site luchthaven                                |  |
| Gaggal                                      | Gaggal Airport                                                        | DHM         | VIGG        | ?                                             | 1           |                                                |  |
| Haiderabad                                  | Hyderabad Rajiv Gandhi International Airport                          | HYD         | VOHS        | ?                                             | 1           | site luchthaven                                |  |
| New Delhi                                   | Indira Gandhi International Airport                                   | DEL         | VIDP        | ?                                             | 1           | site luchthaven                                |  |
| Port Blair                                  | Vir Savarkar Airport                                                  | IXZ         | VOPB        | ?                                             | 1           |                                                |  |
| Indonesië                                   |                                                                       |             |             |                                               |             |                                                |  |
| Bandar Lampung                              | Luchthaven Radin Inten II                                             | TKG         | WICT        | ?                                             | 1           |                                                |  |
| Bandung                                     | Luchthaven Husein Sastranegara                                        | BDO         | WICC        | ?                                             | 1           |                                                |  |
| Batam                                       | Internationale luchthaven Hang Nadim                                  | BTH         | WIDD        | ?                                             | 1           |                                                |  |
| Bengkulu                                    | Luchthaven Fatmawati Soekarno                                         | BKS         | WIPL        | ?                                             | 1           |                                                |  |
| Biak                                        | Frans Kaisiepo Airport                                                | BIK         | WABB        | ?                                             | 1           |                                                |  |
| Denpasar                                    | Luchthaven Ngurah Rai                                                 | DPS         | WADD        | ?                                             | 1           | site luchthaven                                |  |
| Jakarta                                     | Internationale luchthaven Soekarno-Hatta                              | CGK         | WIII        | 27.950.000                                    | 2           | site luchthaven                                |  |
| Jakarta                                     | Luchthaven Halim Perdanakusuma                                        | HLP         | WIHH        | ?                                             | 1           |                                                |  |
| Jayapura                                    | Luchthaven Sentani                                                    | DJJ         | WAJJ        | ?                                             | 1           |                                                |  |
| Maumere                                     | Luchthaven Waioti                                                     | MOF         | WRKC        | ?                                             | 1           |                                                |  |
| Medan                                       | Internationale luchthaven Kuala Namu                                  | KNO         | WIMM        | ?                                             | 1           | site luchthaven                                |  |
| Padang                                      | Internationale luchthaven Minangkabau                                 | PDG         | WIPT        | ?                                             | 1           | site luchthaven                                |  |
| Palembang                                   | Internationale luchthaven Sultan Mahmud Badaruddin II                 | PLM         | WIPP        |                                               |             | site luchthaven                                |  |
| Praya                                       | Internationale Luchthaven Lombok                                      | LOP         | WADL        | ?                                             | 1           | site luchthaven                                |  |
| Semarang                                    | Luchthaven Achmad Yani                                                | SRG         | WARS        | ?                                             | 1           | site luchthaven                                |  |
| Tambolaka                                   | Luchthaven Tambolaka                                                  | TMC         | WADT        | ?                                             | 1           |                                                |  |
| Waingapu                                    | Luchthaven Mau Hau                                                    | WGP         | WADW        | ?                                             | 1           |                                                |  |
| Yogyakarta                                  | Luchthaven Adisucipto                                                 | JOG         | WARJ        | ?                                             | 1           | site luchthaven                                |  |
| Irak                                        |                                                                       |             |             |                                               |             |                                                |  |
| Erbil                                       | Internationale Luchthaven Erbil                                       | EBL         | ORER        | ?                                             | 2 (3)       | site luchthaven                                |  |
| Bagdad                                      | Internationale Luchthaven Baghdad                                     | SDA / BGW   | ORBS / ORBI | ?                                             | 3           | site luchthaven                                |  |
| Basra                                       | Internationale Luchthaven Basra                                       | BSR         | ORMM        | ?                                             | 1           |                                                |  |
| Suleimaniya                                 | Internationale Luchthaven Suleimaniya                                 | SUL         | ORSU        | ?                                             | 1           | site luchthaven                                |  |
| Iran                                        |                                                                       |             |             |                                               |             |                                                |  |
| Abadan                                      | Abadan Airport                                                        | ABD         | OIAA        | ?                                             | 1           |                                                |  |
| Ahvaz                                       | Ahvaz Airport                                                         | AWZ         | OIAW        | ?                                             | 1           |                                                |  |
| Ardabil                                     | Ardabil Airport                                                       | ADU         | OITL        | ?                                             | 1           |                                                |  |
| Assaluyeh                                   | Persian Gulf International Airport                                    | YEH         | OIBP        | ?                                             | 1           |                                                |  |
| Bam                                         | Bam Airport                                                           | BXR         | OIKM        | ?                                             | 1           |                                                |  |
| Bandar Abbas                                | Bandar Abbas International Airport                                    | GDS         | OIKB        | ?                                             | 2           |                                                |  |
| Birjand                                     | Birjand International Airport                                         | XBJ         | OIMB        | ?                                             | 2           |                                                |  |
| Bojnourd                                    | Bojnord Airport                                                       | BJB         | OIMN        | ?                                             | 1           |                                                |  |
| Isfahan                                     | Isfahan International Airport                                         | IFN         | OIFM        | ?                                             | 2           |                                                |  |
| Mashhad                                     | Mashhad International Airport                                         | MHD         | OIMM        | ?                                             | 2           | site luchthaven                                |  |
| Shiraz                                      | Shiraz International Airport                                          | SYZ         | OISS        | ?                                             | 2           |                                                |  |
| Tabriz                                      | Tabriz International Airport                                          | TBZ         | OITT        | ?                                             | 2           | site luchthaven                                |  |
| Teheran                                     | Teheran Imam Khomeini International Airport                           | IKA         | OIEE        | ?                                             | 1           | site luchthaven                                |  |
| Teheran                                     | Mehrabad International Airport                                        | THR         | OIII        | ?                                             | 2           | site luchthaven                                |  |
| Urmia                                       | Urmia Airport                                                         | OMH         | OITR        | ?                                             | 1           |                                                |  |
| Israël                                      |                                                                       |             |             |                                               |             |                                                |  |
| Tel Aviv                                    | Luchthaven Ben-Gurion                                                 | TLV         | LLBG        | ?                                             | 3           | site luchthaven                                |  |
| Eilat                                       | Luchthaven Ovda                                                       | VDA         | LLOV        | ?                                             | 3           |                                                |  |
| Italië                                      |                                                                       |             |             |                                               |             |                                                |  |
| Alghero                                     | Luchthaven Alghero-Fertilia                                           | AHO         | LIEA        | ?                                             | 1           | site luchthaven                                |  |
| Ancona                                      | Luchthaven Ancona                                                     | AOI         | LIPY        | ?                                             | 1           | site luchthaven                                |  |
| Bari                                        | Luchthaven Bari                                                       | BRI         | LIBD        | ?                                             | 2           | site luchthaven                                |  |
| Bologna                                     | Luchthaven Bologna                                                    | BLQ         | LIPE        | ?                                             | 1           | site luchthaven                                |  |
| Brindisi                                    | Luchthaven Brindisi                                                   | BDS         | LIBR        | ?                                             | 1           | site luchthaven                                |  |
| Cagliari                                    | Luchthaven Cagliari-Elmas                                             | CAG         | LIEE        | ?                                             | 2           | site luchthaven                                |  |
| Catania                                     | Luchthaven Catania-Fontanarossa                                       | CTA         | LICC        | 6.083.735                                     | 1           | site luchthaven                                |  |
| Comiso                                      | Luchthaven Comiso                                                     | CIY         | LICB        | ?                                             | 1           | site luchthaven                                |  |
| Florence                                    | Luchthaven Florence Amerigo Vespucci                                  | FLR         | LIRQ        | ?                                             | 1           | site luchthaven                                |  |
| Forlì                                       | Luchthaven Forlì                                                      | FRL         | LIPK        | ?                                             | 1           | site luchthaven                                |  |
| Genua                                       | Luchthaven Genua (Cristoforo Colombo)                                 | GOA         | LIMJ        | ?                                             | 1           | site luchthaven                                |  |
| Lamezia Terme                               | Luchthaven Lamezia Terme                                              | SUF         | LICA        | ?                                             | 1           | site luchthaven                                |  |
| Lampedusa                                   | Luchthaven Lampedusa                                                  | LMP         | LICD        | ?                                             | 1           |                                                |  |
| Milaan                                      | Luchthaven Bergamo-Orio al Serio                                      | BGY         | LIME        | 8.400.000                                     | 1           | site luchthaven                                |  |
| Milaan                                      | Internationale luchthaven Milaan Linate                               | LIN         | LIML        | ?                                             | 1 (2)       | site luchthaven                                |  |
| Milaan                                      | Internationale luchthaven Milaan Malpensa                             | MXP         | LIMC        | ?                                             | 2           | site luchthaven                                |  |
| Napels                                      | Luchthaven Napels                                                     | NAP         | LIRN        | 5.322.161 (2009)                              | 1           | site luchthaven                                |  |
| Olbia                                       | Luchthaven Olbia-Costa Smeralda                                       | OLB         | LIEO        | ?                                             | 1           | site luchthaven                                |  |
| Palermo                                     | Luchthaven Palermo                                                    | PMO         | LICJ        | ?                                             | 2           | site luchthaven                                |  |
| Pantelleria                                 | Luchthaven Pantelleria                                                | PNL         | LICG        | ?                                             | 2           | site luchthaven                                |  |
| Parma                                       | Luchthaven Parma                                                      | PMF         | LIMP        | ?                                             | 2           | site luchthaven                                |  |
| Perugia                                     | Luchthaven Perugia San Egidio                                         | PEG         | LIRZ        | ?                                             | 1           | site luchthaven                                |  |
| Pescara                                     | Luchthaven Pescara                                                    | PSR         | LIBP        | ?                                             | 1           | site luchthaven                                |  |
| Pisa                                        | Luchthaven Pisa Galileo Galilei                                       | PSA         | LIRP        | ?                                             | 2           | site luchthaven                                |  |
| Rimini                                      | Luchthaven Rimini                                                     | RMI         | LIPR        | ?                                             | 1           | site luchthaven                                |  |
| Rome                                        | Luchthaven Rome Fiumicino (Leonardo da Vinci)                         | FCO         | LIRF        | 32.945.223                                    | 4           | site luchthaven                                |  |
| Rome                                        | Luchthaven Rome Ciampino                                              | CIA         | LIRA        | ?                                             | 1           | site luchthaven                                |  |
| Trapani                                     | Luchthaven Trapani-Birgi                                              | TPS         | LICT        | ?                                             | 1           | site luchthaven                                |  |
| Turijn                                      | Luchthaven Turijn Caselle                                             | TRN         | LIMF        | ?                                             | 1           | site luchthaven                                |  |
| Venetië                                     | Luchthaven Venetië-Treviso                                            | TSF         | LIPH        | ?                                             | 1           | site luchthaven                                |  |
| Venetië                                     | Luchthaven Venetië Marco Polo                                         | VCE         | LIPZ        | 7.076.114                                     | 2           | site luchthaven                                |  |
| Verona                                      | Luchthaven Brescia                                                    | VBS         | LIPO        | ?                                             | 1           | site luchthaven                                |  |
| Verona                                      | Luchthaven Verona                                                     | VRN         | LIPX        | ?                                             | 1           | site luchthaven                                |  |
| Ivoorkust                                   |                                                                       |             |             |                                               |             |                                                |  |
| Abidjan                                     | Luchthaven Port Bouet                                                 | ABJ         | DIAP        | 815.403                                       | 1           | site luchthaven                                |  |
| Bouaké                                      | Luchthaven Bouaké                                                     | BYK         | DIBK        | ?                                             | 1           |                                                |  |
| Jamaica                                     |                                                                       |             |             |                                               |             |                                                |  |
| Kingston                                    | Norman Manley International Airport                                   | KIN         | MKJP        | ?                                             | 1           | site luchthaven                                |  |
| Kingston                                    | Tinson Pen Aerodrome                                                  | KTP         | MKTP        | ?                                             | 1           |                                                |  |
| Montego Bay                                 | Sangster International Airport                                        | MBJ         | MKJS        | ?                                             | 1           | site luchthaven                                |  |
| Negril                                      | Negril Aerodrome                                                      | NEG         | MKNG        | ?                                             | 1           |                                                |  |
| Ocho Rios                                   | Ian Fleming International Airport                                     | OCJ         | MKBS        | ?                                             | 1           |                                                |  |
| Port Antonio                                | Ken Jones Aerodrome                                                   | POT         | MKKJ        | ?                                             | 1           |                                                |  |
| Japan                                       |                                                                       |             |             |                                               |             |                                                |  |
| Chitose                                     | Luchthaven Nieuw-Chitose                                              | CTS         | RJCC        | ?                                             | 2           | site luchthaven                                |  |
| Kagoshima                                   | Luchthaven Kagoshima                                                  | KOJ         | RJFK        | ?                                             | 1           | site luchthaven                                |  |
| Mashiki                                     | Luchthaven Kumamoto                                                   | KMJ         | RJFT        | ?                                             | 1           | site luchthaven                                |  |
| Narita                                      | Luchthaven Narita                                                     | NRT         | RJAA        | ?                                             | 2           | site luchthaven                                |  |
| Okayama                                     | Luchthaven Okayama                                                    | OKJ         | RJOB        | ?                                             | 1           | site luchthaven                                |  |
| Osaka                                       | Internationale Luchthaven Kansai                                      | KIX         | RJBB        | 16.428.399                                    | 2           | site luchthaven                                |  |
| Shirahama                                   | Nanki-Shirahama Airport                                               | SHM         | RJBD        | ?                                             | 1 (2)       | site luchthaven                                |  |
| Sendai                                      | Luchthaven Sendai                                                     | BGN         | RJAK        | ?                                             | 1 (3)       | site luchthaven                                |  |
| Tokio                                       | Luchthaven Haneda                                                     | HND         | RJTT        | 62.300.000                                    | 3           | site luchthaven                                |  |
| Jemen                                       |                                                                       |             |             |                                               |             |                                                |  |
| Aden                                        | Luchthaven van Aden                                                   | ADE         | OYAA        | ?                                             | 1           |                                                |  |
| Sanaa                                       | Luchthaven van Sanaa                                                  | SAH         | OYSN        | ?                                             | 1           |                                                |  |
| Jordanië                                    |                                                                       |             |             |                                               |             |                                                |  |
| Akaba                                       | King Hussein International Airport                                    | AQJ         | OJAQ        | ?                                             | 1           | site luchthaven                                |  |
| Amman                                       | Queen Alia International Airport                                      | AMM         | OJAI        | ?                                             | 2           | site luchthaven                                |  |
| Kaaimaneilanden                             |                                                                       |             |             |                                               |             |                                                |  |
| George Town                                 | Owen Roberts International Airport                                    | GCM         | MWCR        | ?                                             | 1           | worldaerodata                                  |  |
| Kaapverdië                                  |                                                                       |             |             |                                               |             |                                                |  |
| Sal                                         | Luchthaven Amílcar Cabral Internationaal                              | SID         | GVAC        | 1.007.561                                     | 2           | site luchthaven                                |  |
| Sao Vicente                                 | Luchthaven Cesária Évora                                              | VXE         | GVSV        | ?                                             | 1           |                                                |  |
| Praia                                       | Luchthaven Praia Internationaal                                       | RAI         | GVNP        | ?                                             | 1           |                                                |  |
| Sao Nicolau                                 | Luchthaven Preguiça                                                   | SNE         | GVSN        | ?                                             | 1           |                                                |  |
| Boa Vista                                   | Luchthaven Rabil Internationaal                                       | BVC         | GVBA        | ?                                             | 1           |                                                |  |
| Sao Filipe                                  | Luchthaven São Filipe                                                 | SFL         | GVSF        | ?                                             | 1           |                                                |  |
| Maio                                        | Luchthaven Maio                                                       | MMO         | GVMA        | ?                                             | 1           |                                                |  |
| Kameroen                                    |                                                                       |             |             |                                               |             |                                                |  |
| Douala                                      | Luchthaven Douala Internationaal                                      | DLA         | FKKD        | ?                                             | 1           |                                                |  |
| Garoua                                      | Luchthaven Garoua Internationaal                                      | GOU         | FKKR        | ?                                             | 1           |                                                |  |
| Maroua                                      | Luchthaven Salak                                                      | MVR         | FKKL        | ?                                             | 1           |                                                |  |
| Ngaoundéré                                  | Luchthaven N'Gaoundéré                                                | NGE         | FKKN        | ?                                             | 1           |                                                |  |
| Yaoundé                                     | Luchthaven Yaoundé                                                    | YAO         | FKKY        | ?                                             | 1           |                                                |  |
| Yaoundé                                     | Luchthaven Yaoundé Nsimalen Internationaal                            | NSI         | FKYS        | 190.487                                       | 1           |                                                |  |
| Kazachstan                                  |                                                                       |             |             |                                               |             |                                                |  |
| Almaty                                      | Luchthaven Almaty                                                     | ALA         | UAAA        | ?                                             | 1           | site luchthaven                                |  |
| Aqtöbe                                      | Luchthaven Aqtöbe                                                     | AKX         | UATT        | ?                                             | 1           |                                                |  |
| Astana                                      | Internationale Luchthaven Noersoeltan Nazarbajev                      | TSE         | UACC        | 1.984.000                                     | 1           | site luchthaven                                |  |
| Şımkent                                     | Luchthaven Şımkent                                                    | CIT         | UAII        | ?                                             | 1           | site luchthaven                                |  |
| Kenia                                       |                                                                       |             |             |                                               |             |                                                |  |
| Amboseli                                    | Luchthaven Amboseli                                                   | ASV         | HKAM        | ?                                             | 1           |                                                |  |
| Eldoret                                     | Eldoret International Airport                                         | EDL         | HKEL        | ?                                             | 1           | site luchthaven                                |  |
| Kisumu                                      | Luchthaven Kisumu                                                     | KIS         | HKKI        | ?                                             | 1           | site luchthaven                                |  |
| Kiwayu                                      | Luchthaven Kiwayu                                                     | KWY         | –           | ?                                             | 1(1)        |                                                |  |
| Lamu                                        | Luchthaven Manda                                                      | LAU         | HKLU        | ?                                             | 1 (2)       |                                                |  |
| Lewa Downs                                  | Luchthaven Lewa                                                       | –           | –           | ?                                             | 1           |                                                |  |
| Lokichoggio                                 | Luchthaven Lokichoggio                                                | LKG         | HKLK        | ?                                             | 1           | site luchthaven                                |  |
| Malindi                                     | Luchthaven Malindi                                                    | MYD         | HKML        | ?                                             | 1           | site luchthaven                                |  |
| Masai Mara                                  | Luchthaven Mara Serena                                                | MRE         | –           | ?                                             | 1           |                                                |  |
| Meru                                        | Luchthaven Mulika Lodge                                               | JJM         | HKMK        | ?                                             | 1           |                                                |  |
| Mombasa                                     | Moi International Airport                                             | MBA         | KMHO        | ?                                             | 2           | site luchthaven                                |  |
| Nairobi                                     | Jomo Kenyatta International Airport                                   | NBO         | HKJK        | 4.400.000                                     | 1           | site luchthaven                                |  |
| Nairobi                                     | Luchthaven Wilson                                                     | WIL         | HKNW        | 120.000 vliegbewegingen                       | 2           | site luchthaven                                |  |
| Nairobi                                     | Vliegbasis Moi (Eastleigh)                                            | –           | HKRE        | militaire vliegbasis                          | 1           |                                                |  |
| Nanyuki                                     | Luchthaven Nanyuki                                                    | NYK         | HKNY        | –                                             | 1           |                                                |  |
| Samburu                                     | Luchthaven Samburu                                                    | UAS         | HKSB        | –                                             | 1           |                                                |  |
| Kirgizië                                    |                                                                       |             |             |                                               |             |                                                |  |
| Bisjkek                                     | Internationale Luchthaven Manas                                       | FRU         | UCFM        | 2.167.759                                     | 1           | site luchthaven                                |  |
| Kiribati                                    |                                                                       |             |             |                                               |             |                                                |  |
| Zuid-Tarawa                                 | Bonriki International Airport                                         | TRW         | NGTA        | –                                             | 1           |                                                |  |
| Kosovo                                      |                                                                       |             |             |                                               |             |                                                |  |
| Pristina                                    | Luchthaven Pristina                                                   | PRN         | BKPR        | ?                                             | 1           | site luchthaven                                |  |
| Kroatië                                     |                                                                       |             |             |                                               |             |                                                |  |
| Bol, eiland Brač                            | Luchthaven Brač                                                       | BWK         | LDSB        | 15.948 (2022)                                 | 1           | site luchthaven                                |  |
| Dubrovnik                                   | Luchthaven Dubrovnik                                                  | DBV         | LDDU        | 2.149.181 (2022)                              | 1           | site luchthaven                                |  |
| Lošinj                                      | Luchthaven Lošinj                                                     | LSZ         | LDLO        | 6.495 (2019)                                  | 1           | site luchthaven                                |  |
| Osijek                                      | Luchthaven Osijek                                                     | OSI         | LDOS        | 46.361 (2019)                                 | 1           | site luchthaven                                |  |
| Pula                                        | Luchthaven Pula                                                       | PUY         | LDPL        | 395.178 (2022)                                | 1           | site luchthaven                                |  |
| Rijeka                                      | Luchthaven Rijeka                                                     | RJK         | LDRI        | 164.086 (2022)                                | 1           | site luchthaven                                |  |
| Split                                       | Luchthaven Split                                                      | SPU         | LDSP        | 2.908.577 (2022)                              | 1           | site luchthaven                                |  |
| Zadar                                       | Luchthaven Zadar                                                      | ZAD         | LDZD        | 1.102.381 (2022)                              | 2           | site luchthaven                                |  |
| Zagreb                                      | Luchthaven Zagreb                                                     | ZAG         | LDZA        | 3.124.605 (2022)                              | 1           | site luchthaven                                |  |
| Lesotho                                     |                                                                       |             |             |                                               |             |                                                |  |
| Maseru                                      | Luchthaven Moshoesoe Internationaal                                   | MSU         | FXMM        | ?                                             | 1           |                                                |  |
| Letland                                     |                                                                       |             |             |                                               |             |                                                |  |
| Riga                                        | Luchthaven Riga                                                       | RIX         | EVRA        | ?                                             | 1           | site luchthaven                                |  |
| Libanon                                     |                                                                       |             |             |                                               |             |                                                |  |
| Beiroet                                     | Internationale Luchthaven Rafik Hariri                                | BEY         | OLBA        | 1.400.000                                     | 2 (3)       | site luchthaven                                |  |
| Liberia                                     |                                                                       |             |             |                                               |             |                                                |  |
| Buchanan                                    | Luchthaven Buchanan                                                   | UCN         | GLBU        | ?                                             | 1           |                                                |  |
| Buchanan                                    | Luchthaven Lamco                                                      | –           | GLLB        | ?                                             | 1           |                                                |  |
| Greenville                                  | Luchthaven Cape Palmas                                                | CPA         | GLCP        | ?                                             | 1           |                                                |  |
| Greenville                                  | Luchthaven Greenville                                                 | SNI         | GLGE        | ?                                             | 1           |                                                |  |
| Monrovia                                    | Luchthaven Roberts Internationaal                                     | ROB         | GLRB        | ?                                             | 1           |                                                |  |
| Monrovia                                    | Luchthaven Spriggs Payne                                              | MLW         | GLMR        | ?                                             | 1           |                                                |  |
| Nimba                                       | Luchthaven Nimba                                                      | NIA         | GLNA        | ?                                             | 1           |                                                |  |
| Sasstown                                    | Luchthaven Sasstown                                                   | SAZ         | GLST        | ?                                             | 1           |                                                |  |
| Tchien                                      | Luchthaven Tchien                                                     | THC         | GLTN        | ?                                             | 1           |                                                |  |
| Voinjama                                    | Luchthaven Voinjama                                                   | VOI         | GLVA        | ?                                             | 1           |                                                |  |
| Libië                                       |                                                                       |             |             |                                               |             |                                                |  |
| Al Bayda                                    | Luchthaven La Abraq                                                   | LAQ         | HLLQ        | ?                                             | 2           |                                                |  |
| Benghazi                                    | Luchthaven Benina Internationaal                                      | BEN         | HLLB        | ?                                             | 2           |                                                |  |
| Ghadames                                    | Luchthaven Ghadames                                                   | LTD         | HLTD        | ?                                             | 1           |                                                |  |
| Kufra                                       | Luchthaven Kufra                                                      | AKF         | HLKF        | ?                                             | 1           |                                                |  |
| Misratah                                    | Luchthaven Misurata                                                   | MRA         | HLMS        | ?                                             | 1           |                                                |  |
| Sirte                                       | Luchthaven Gardabya                                                   | SRX         | HLGD        | ?                                             | 1           |                                                |  |
| Tripoli                                     | Luchthaven Mitiga Internationaal                                      | MJI         | HLLM        | ?                                             | 2           |                                                |  |
| Tripoli                                     | Tripoli International Airport                                         | TIP         | HLLT        | ?                                             | 2           |                                                |  |
| Litouwen                                    |                                                                       |             |             |                                               |             |                                                |  |
| Kaunas                                      | Luchthaven Kaunas                                                     | KUN         | EYKA        | ?                                             | 1           | site luchthaven                                |  |
| Palanga                                     | Luchthaven Palanga                                                    | PLQ         | EYPA        | ?                                             | 1           | site luchthaven                                |  |
| Vilnius                                     | Luchthaven Vilnius                                                    | VNO         | EYVI        | ?                                             | 1           | site luchthaven                                |  |
| Luxemburg                                   |                                                                       |             |             |                                               |             |                                                |  |
| Luxemburg                                   | Luchthaven Luxemburg-Findel                                           | LUX         | ELLX        | 1.460.000                                     | 1 (2)       | site luchthaven                                |  |
| Madagaskar                                  |                                                                       |             |             |                                               |             |                                                |  |
| Antananarivo                                | Luchthaven Ivato                                                      | TNR         | FMMI        | ?                                             | 1           |                                                |  |
| Malawi                                      |                                                                       |             |             |                                               |             |                                                |  |
| Blantyre                                    | Luchthaven Chileka                                                    | BLZ         | FWCL        | ?                                             | 2           |                                                |  |
| Lilongwe                                    | Luchthaven Lilongwe                                                   | LLW         | FWKI        | ?                                             | 1           |                                                |  |
| Malediven                                   |                                                                       |             |             |                                               |             |                                                |  |
| Gan                                         | Gan International Airport                                             | GAN         | VRMG        | ?                                             | 1           |                                                |  |
| Malé                                        | Malé International Airport                                            | MLE         | VRMM        | ?                                             | 1           | site luchthaven                                |  |
| Maleisië                                    |                                                                       |             |             |                                               |             |                                                |  |
| Kota Kinabalu                               | Kota Kinabalu International Airport                                   | BKI         | WBKK        | 7.044.345                                     | 1           | site luchthaven                                |  |
| Sandakan                                    | Sandakan Airport                                                      | SDK         | WBKS        | 362.692                                       | 1           |                                                |  |
| Sepang                                      | Kuala Lumpur International Airport                                    | KUL         | WMKK        | 29.682.093                                    | 2           | site luchthaven                                |  |
| Tawau                                       | Tawau Airport                                                         | TWU         | WBKW        | ?                                             | 1           |                                                |  |
| Tioman                                      | Tioman Airport                                                        | TOD         | WMBT        | ?                                             | 1           |                                                |  |
| Mali                                        |                                                                       |             |             |                                               |             |                                                |  |
| Bamako                                      | Luchthaven Bamako                                                     | BKO         | GABS        | ?                                             | 1           |                                                |  |
| Timboektoe                                  | Luchthaven van Timboektoe                                             | TOM         | GATB        | ?                                             | 1           |                                                |  |
| Malta                                       |                                                                       |             |             |                                               |             |                                                |  |
| Malta                                       | Luchthaven Malta                                                      | MLA         | LMML        | ?                                             | 2           | site luchthaven                                |  |
| Marokko                                     |                                                                       |             |             |                                               |             |                                                |  |
| Al Hoceima                                  | Cherif Al Idrissi Airport                                             | AHU         | GMTA        | 360.000                                       | 1           |                                                |  |
| Agadir                                      | Al Massira Airport                                                    | AGA         | GMAD        | 3.000.000                                     | 1           |                                                |  |
| Casablanca                                  | Internationale luchthaven Mohammed V                                  | CMN         | GMMN        | 4.456.000                                     | 2           |                                                |  |
| Errachidia                                  | Moulay Ali Cherif Airport                                             | ERH         | GMFK        | ?                                             | 1           |                                                |  |
| Essaouira                                   | Internationale luchthaven Essaouria                                   | ESU         | GMMI        | 96.000                                        | 1           |                                                |  |
| Fez                                         | Fes-Saiss Airport                                                     | FEZ         | GMFF        | 500.000                                       | 1           |                                                |  |
| Marrakesh                                   | Menara International Airport                                          | RAK         | GMMX        | 2.500.000                                     | 1           |                                                |  |
| Nador                                       | Internationale Luchthaven Nador                                       | NDR         | GMMW        | 750.000                                       | 1           |                                                |  |
| Ouarzazate                                  | Luchthaven Ouarzazate                                                 | OZZ         | GMMZ        | 260.000                                       | 1           |                                                |  |
| Oujda                                       | Angads Airport                                                        | OUD         | GMFO        | 300.000                                       | 1           |                                                |  |
| Rabat                                       | Rabat-Sale Airport                                                    | RBA         | GMME        | ?                                             | 1           |                                                |  |
| Tan Tan                                     | Tan Tan Airport                                                       | TTA         | GMAT        | ?                                             | 1           |                                                |  |
| Tanger                                      | Internationale luchthaven Ibn Batouta                                 | TNG         | GMTT        | 450.000                                       | 2           |                                                |  |
| Tétouan                                     | Saniat Ramel Airport                                                  | TTU         | GMTN        | 300.000                                       | 1           |                                                |  |
| Marshalleilanden                            |                                                                       |             |             |                                               |             |                                                |  |
| Majuro                                      | Marshall Islands International Airport                                | MAJ         | PKMJ        | ?                                             | 1           |                                                |  |
| Mauritanië                                  |                                                                       |             |             |                                               |             |                                                |  |
| Nouakchott                                  | Nouakchott International Airport                                      | NKC         | GQNN        | 217.791                                       | 1           |                                                |  |
| Mauritius                                   |                                                                       |             |             |                                               |             |                                                |  |
| Mauritius                                   | Sir Seewoosagur Ramgoolam International Airport                       | MRU         | FIMP        |                                               |             | site luchthaven                                |  |
| Rodrigues                                   | Sir Gaëtan Duval Airport                                              | RRG         | FIMR        |                                               |             | site luchthaven                                |  |
| Mexico                                      |                                                                       |             |             |                                               |             |                                                |  |
| Cancún                                      | Internationale Luchthaven van Cancún                                  | CUN         | MMUN        | ?                                             | 2           | site luchthaven                                |  |
| Guadalajara                                 | Internationale Luchthaven Don Miguel Hidalgo y Costilla               | GDL         | MMGL        | ?                                             | 2           | site luchthaven                                |  |
| Mexico-Stad                                 | Internationale Luchthaven Benito Juárez                               | MEX         | MMMX        | ?                                             | 2           | site luchthaven                                |  |
| Monterrey                                   | Internationale Luchthaven Generaal Mariano Escobedo                   | MTY         | MMMY        | ?                                             | 2           | site luchthaven                                |  |
| Puebla                                      | Internationale luchthaven van Puebla                                  | PBC         | MMPB        | ?                                             | 1           | site luchthaven                                |  |
| Moldavië                                    |                                                                       |             |             |                                               |             |                                                |  |
| Bălţi                                       | Luchthaven Bălţi-Leadoveni                                            | BZY         | LUBL        | ?                                             | 1           |                                                |  |
| Mongolië                                    |                                                                       |             |             |                                               |             |                                                |  |
| Ulaanbaatar                                 | Luchthaven Dzjengis Khan                                              | ULN         | ZMUB        | ?                                             | 2           |                                                |  |
| Montenegro                                  |                                                                       |             |             |                                               |             |                                                |  |
| Podgorica                                   | Luchthaven Podgorica                                                  | TGD         | LYPG        | ?                                             | 1           | site luchthaven                                |  |
| Tivat                                       | Luchthaven Tivat                                                      | TIV         | LYTV        | ?                                             | 1           | site luchthaven                                |  |
| Montserrat                                  |                                                                       |             |             |                                               |             |                                                |  |
| Gerald's                                    | John A. Osborne Airport                                               | MNI         | TRPG        | ?                                             | 1           |                                                |  |
| Mozambique                                  |                                                                       |             |             |                                               |             |                                                |  |
| Maputo                                      | Luchthaven Maputo                                                     | MPM         | FQMA        | ?                                             | 2           |                                                |  |
| Myanmar                                     |                                                                       |             |             |                                               |             |                                                |  |
| Mandalay                                    | Internationale Luchthaven Mandalay                                    | MDL         | VYMD        | ?                                             | 1           |                                                |  |
| Naypyidaw                                   | Internationale Luchthaven Naypyidaw                                   | NYT         | VYNT        | ?                                             | 1           |                                                |  |
| Pathein                                     | Pathein Airport                                                       | BSX         | VYPN        | ?                                             | 1           |                                                |  |
| Yangon                                      | Internationale Luchthaven Yangon                                      | RGN         | VYYY        | ?                                             | 1           | site luchthaven                                |  |
| Namibië                                     |                                                                       |             |             |                                               |             |                                                |  |
| Grootfontein                                | Luchthaven Grootfontein                                               | GFY         | FYGF        | ?                                             | 2           |                                                |  |
| Walvisbaai                                  | Internationale luchthaven Walvisbaai                                  | WVB         | FYWB        | ?                                             | 1           | site luchthaven                                |  |
| Windhoek                                    | Internationale luchthaven Hosea Kutako                                | WDH         | FYWH        | ?                                             | 2           |                                                |  |
| Nauru                                       |                                                                       |             |             |                                               |             |                                                |  |
| Nauru                                       | Internationale Luchthaven Nauru                                       | INU         | ANYN        | ?                                             | 1           |                                                |  |
| Nederland                                   |                                                                       |             |             |                                               |             |                                                |  |
| Ameland                                     | Ameland Airport Ballum                                                | –           | EHAL        | recreatief                                    | 0 (1)       | site luchthaven                                |  |
| Haarlemmermeer                              | Luchthaven Schiphol                                                   | AMS         | EHAM        | 54.987.500                                    | 6           | site luchthaven                                |  |
| Maastricht                                  | Maastricht Aachen Airport                                             | MST         | EHBK        | 287.000                                       | 1           | site luchthaven                                |  |
| Bosschenhoofd / Breda                       | Breda International Airport (voorheen Vliegveld Seppe/Seppe Airport)  | –           | EHSE        | voornamelijk recreatief                       | 0 (2)       | site luchthaven                                |  |
| Budel                                       | Kempen Airport (voorheen Budel Airport)                               | QEK         | EHBD        | voornamelijk recreatief                       | 1           | site luchthaven                                |  |
| Den Helder                                  | Vliegveld De Kooy                                                     | DHR         | EHKD        | 105.000                                       | 1           | site luchthaven                                |  |
| Drachten                                    | Vliegveld Drachten                                                    | –           | EHDR        | recreatief                                    | 1           |                                                |  |
| Eindhoven                                   | Eindhoven Airport                                                     | EIN         | EHEH        | 3.925.000                                     | 1           | site luchthaven                                |  |
| Enschede                                    | Twente Airport                                                        | ENS         | EHTW        | recreatief, vliegtuigsloperij                 | 1           | site luchthaven                                |  |
| Groningen                                   | Groningen Airport Eelde                                               | GRQ         | EHGG        | 166.240                                       | 2           | site luchthaven                                |  |
| Hilversum                                   | Vliegveld Hilversum                                                   | –           | EHHV        | recreatief                                    | 3           | site luchthaven                                |  |
| Hoogeveen                                   | Vliegveld Hoogeveen                                                   | –           | EHHO        | recreatief                                    | 1           | site luchthaven                                |  |
| Lelystad                                    | Lelystad Airport                                                      | LEY         | EHLE        | voornamelijk recreatief                       | 1           | site luchthaven                                |  |
| Arnemuiden                                  | Vliegveld Midden-Zeeland                                              | –           | EHMZ        | recreatief                                    | 1           | site luchthaven                                |  |
| Oostwold (Oldambt)                          | Vliegveld Oostwold                                                    | –           | EHOW        | ?                                             | 1           | site luchthaven                                |  |
| Rotterdam                                   | Rotterdam The Hague Airport (voorheen Vliegveld Zestienhoven)         | RTM         | EHRD        | 1.687.574                                     | 1           | site luchthaven                                |  |
| Teuge                                       | Teuge International Airport                                           | TEU         | EHTE        | voornamelijk recreatief                       | 1 (2)       | site luchthaven                                |  |
| Texel                                       | Texel International Airport                                           | –           | EHTX        | recreatief                                    | 1 (2)       | site luchthaven                                |  |
| Caribisch Nederland                         |                                                                       |             |             |                                               |             |                                                |  |
| Sint Eustatius                              | F.D. Roosevelt Airport                                                | EUX         | TNCE        | ?                                             | 1           |                                                |  |
| Kralendijk                                  | Bonaire International Airport                                         | BON         | TNCB        | ?                                             | 1           | site luchthaven                                |  |
| The Bottom                                  | Juancho E. Yrausquin Airport                                          | SAB         | TNCS        | ?                                             | 1           |                                                |  |
| Nepal                                       |                                                                       |             |             |                                               |             |                                                |  |
| Lamidanda                                   | Luchthaven Lamidanda                                                  | LDN         | VNLD        | ?                                             | 1           |                                                |  |
| Lukla                                       | Luchthaven Lukla                                                      | LUA         | VNLK        | ?                                             | 1           |                                                |  |
| Nicaragua                                   |                                                                       |             |             |                                               |             |                                                |  |
| Managua                                     | Luchthaven Managua                                                    | MGA         | MNMG        | ?                                             | 1           | website luchthaven                             |  |
| Nieuw-Zeeland                               |                                                                       |             |             |                                               |             |                                                |  |
| Auckland                                    | Luchthaven van Auckland                                               | AKL         | ENZA        | ?                                             | 2           | site luchthaven                                |  |
| Christchurch                                | Luchthaven van Christchurch                                           | CHC         | NZCH        | ?                                             | 2 (3)       | site luchthaven                                |  |
| Wellington                                  | Luchthaven van Wellington                                             | WLG         | NZWN        | ?                                             | 1           | site luchthaven                                |  |
| Niger                                       |                                                                       |             |             |                                               |             |                                                |  |
| Niamey                                      | Luchthaven Diori Hamani                                               | NIM         | DRRN        | ?                                             | 2           |                                                |  |
| Nigeria                                     |                                                                       |             |             |                                               |             |                                                |  |
| Abuja                                       | Nnamdi Azikiwe International Airport                                  | ABV         | DNAA        | ?                                             | 1           |                                                |  |
| Kano                                        | Mallam Aminu Kano International Airport                               | KAN         | DNKN        | ?                                             | 2           |                                                |  |
| Lagos                                       | Murtala Muhammed International Airport                                | LOS         | DNMM        | ?                                             | 2           |                                                |  |
| Niue                                        |                                                                       |             |             |                                               |             |                                                |  |
| Niue                                        | Internationale Luchthaven Niue                                        | IUE         | NIUE        | ?                                             | 1           |                                                |  |
| Noord-Macedonië                             |                                                                       |             |             |                                               |             |                                                |  |
| Ohrid                                       | Luchthaven Ohrid                                                      | OHD         | LWOH        | ?                                             | 1           | site luchthaven                                |  |
| Skopje                                      | Luchthaven Skopje Alexander de Grote                                  | SKP         | LWSK        | ?                                             | 1           | site luchthaven                                |  |
| Noord-Korea                                 |                                                                       |             |             |                                               |             |                                                |  |
| Pyongyang                                   | Sunan International Airport                                           | FNJ         | ZKPY        | ?                                             | 2           |                                                |  |
| Noorwegen                                   | Noorwegen                                                             | Noorwegen   | Noorwegen   | Noorwegen                                     | Noorwegen   | alle luchthavens                               |  |
| Ålesund                                     | Luchthaven Ålesund, Vigra                                             | AES         | ENAL        | 928.411                                       | 1           | site luchthaven                                |  |
| Alta                                        | Luchthaven Alta                                                       | ALF         | ENAT        | 416.272                                       | 1           | site luchthaven                                |  |
| Bardufoss                                   | Luchthaven Bardufoss                                                  | BDU         | ENDU        | 155.038                                       | 1           | site luchthaven                                |  |
| Bergen                                      | Luchthaven Bergen Flesland                                            | BGO         | ENBR        | 4.852.740                                     | 1           | site luchthaven                                |  |
| Bodø                                        | Luchthaven Bodø                                                       | BOO         | ENBO        | 1.430.000                                     | 1           | site luchthaven                                |  |
| Evenes                                      | Luchthaven Harstad/Narvik Evenes                                      | EVE         | ENEV        | 486.000                                       | 1           | site luchthaven                                |  |
| Fagernes                                    | Fagernes lufthavn, Leirin                                             | VDB         | ENFG        | ?                                             | 1           | site luchthaven                                |  |
| Florø                                       | Luchthaven Florø                                                      | FRO         | ENFL        | 144.194                                       | 1           | site luchthaven                                |  |
| Hammerfest                                  | Luchthaven Hammerfest                                                 | HFT         | ENHF        | 148.541                                       | 1           | site luchthaven                                |  |
| Haugesund                                   | Luchthaven Haugesund Karmøy                                           | HAU         | ENHB        | 490.709                                       | 1           | site luchthaven                                |  |
| Kirkenes                                    | Luchthaven Kirkenes Høybuktmoen                                       | KKN         | ENKR        | 220.838                                       | 2 (1)       | site luchthaven                                |  |
| Kristiansand                                | Luchthaven Kristiansand Kjevik                                        | KRS         | ENCN        | 819.734                                       | 1           | site luchthaven                                |  |
| Kristiansund                                | Luchthaven Kristiansund Kvernberget                                   | KSU         | ENKB        | ?                                             | 1           | site luchthaven                                |  |
| Lakselv                                     | Luchthaven Lakselv Banak                                              | LKL         | ENNA        | 52.981                                        | 1 (2)       | site luchthaven                                |  |
| Longyearbyen                                | Luchthaven Svalbard Longyear                                          | LYR         | ENSB        | 126.350                                       | 1           |                                                |  |
| Molde                                       | Luchthaven Molde Årø                                                  | MOL         | ENML        | 348.022                                       | 1           | site luchthaven                                |  |
| Narvik                                      | Luchthaven Harstad/Narvik Evenes                                      | EVE         | ENEV        | ?                                             | 1           | site luchthaven                                |  |
| Oslo                                        | Luchthaven Oslo Gardermoen                                            | OSL         | ENGM        | 19.043.800                                    | 2           | site luchthaven                                |  |
| Sandefjord                                  | Luchthaven Sandefjord Torp                                            | TRF         | ENTO        | ?                                             | 1           | site luchthaven                                |  |
| Stavanger                                   | Luchthaven Stavanger Sola                                             | SVG         | ENZV        | ?                                             | 1           | site luchthaven                                |  |
| Tromsø                                      | Luchthaven Tromsø                                                     | TOS         | ENTC        | ?                                             | 1           | site luchthaven                                |  |
| Trondheim                                   | Luchthaven Trondheim Værnes                                           | TRD         | ENVA        | 3.926.461                                     | 3           | site luchthaven                                |  |
| Oeganda                                     |                                                                       |             |             |                                               |             |                                                |  |
| Entebbe                                     | Luchthaven van Entebbe                                                | EBB         | HUEN        | ?                                             | 1           |                                                |  |
| Oekraïne                                    |                                                                       |             |             |                                               |             |                                                |  |
| Charkov                                     | Luchthaven Charkov Osnova                                             | HRK         | UKHH        | ?                                             | 2           | site luchthaven                                |  |
| Kiev                                        | Luchthaven Kiev Boryspil                                              | KBP         | UKBB        | ?                                             | 2           | site luchthaven                                |  |
| Lviv                                        | Luchthaven Lviv                                                       | LWO         | UKLL        | ?                                             | 1 (2)       | site luchthaven                                |  |
| Odessa                                      | Luchthaven Odessa                                                     | ODS         | UKOO        | ?                                             | 1 (2)       | site luchthaven                                |  |
| Oezbekistan                                 |                                                                       |             |             |                                               |             |                                                |  |
| Samarkand                                   | Samarkand International Airport                                       | SKD         | UTSS        | 1.010.938                                     | 1           | site luchthaven                                |  |
| Tasjkent                                    | Tashkent International Airport                                        | TAS         | UTTT        | 3.000.000                                     | 2           | site luchthaven                                |  |
| Oman                                        |                                                                       |             |             |                                               |             |                                                |  |
| Muscat                                      | Muscat International Airport                                          | MCT         | OOMS        | 6.497.860                                     | 1           | site luchthaven                                |  |
| Salalah                                     | Luchthaven Salalah                                                    | SLL         | OOSA        | 513.278                                       | 1           | site luchthaven                                |  |
| Oostenrijk                                  |                                                                       |             |             |                                               |             |                                                |  |
| Graz                                        | Luchthaven Graz                                                       | GRZ         | LOWG        | ?                                             | 1 (3)       | site luchthaven                                |  |
| Innsbruck                                   | Luchthaven Innsbruck                                                  | INN         | LOWI        | ?                                             | 1           | site luchthaven                                |  |
| Klagenfurt                                  | Luchthaven Klagenfurt                                                 | KLU         | LOWK        | ?                                             | 1 (2)       | site luchthaven                                |  |
| Linz                                        | Luchthaven Linz                                                       | LNZ         | LOWL        | ?                                             | 1           | site luchthaven                                |  |
| Salzburg                                    | Luchthaven Salzburg                                                   | SZG         | LOWS        | ?                                             | 1           | site luchthaven                                |  |
| Wenen                                       | Luchthaven Wenen                                                      | VIE         | LOWW        | ?                                             | 2           | site luchthaven                                |  |
| Pakistan                                    |                                                                       |             |             |                                               |             |                                                |  |
| Karachi                                     | Jinnah International Airport                                          | KHI         | OPKC        | ?                                             | 2           | site luchthaven                                |  |
| Pesjawar                                    | Bacha Khan International Airport                                      | PEW         | OPPS        | ?                                             | 1           |                                                |  |
| Palau                                       |                                                                       |             |             |                                               |             |                                                |  |
| Koror                                       | Internationale Luchthaven Roman Tmetuchl                              | ROR         | PTRO        | ?                                             | 1           |                                                |  |
| Panama                                      |                                                                       |             |             |                                               |             |                                                |  |
| Panama-Stad                                 | Internationale luchthaven Tocumen                                     | PTY         | MPTO        | ?                                             | 2           | site luchthaven                                |  |
| Papoea-Nieuw-Guinea                         |                                                                       |             |             |                                               |             |                                                |  |
| Port Moresby                                | Luchthaven Port Moresby                                               | POM         | AYPY        | ?                                             | 1           |                                                |  |
| Paraguay                                    |                                                                       |             |             |                                               |             |                                                |  |
| Asuncion                                    | Aeropuerto Internacional Silvio Pettirossi                            | ASU         | SGAS        | ?                                             | 1           | site luchthaven                                |  |
| Peru                                        |                                                                       |             |             |                                               |             |                                                |  |
| Arequipa                                    | Luchthaven Rodríguez Ballón                                           | AQP         | SPQU        | ?                                             | 1           |                                                |  |
| Lima                                        | Internationale Luchthaven Jorge Chávez                                | LIM         | SPIM        | ?                                             | 1           | site luchthaven                                |  |
| Polen                                       |                                                                       |             |             |                                               |             |                                                |  |
| Gdańsk                                      | Luchthaven Gdańsk Lech Wałęsa                                         | GDN         | EPGD        | ?                                             | 1           | site luchthaven                                |  |
| Katowice                                    | Luchthaven Katowice                                                   | KTW         | EPKT        | ?                                             | 1           | site luchthaven                                |  |
| Krakau                                      | Luchthaven Kraków-Balice                                              | KRK         | EPKK        | ?                                             | 1           | externe link                                   |  |
| Lodz                                        | Luchthaven Łódź-Lublinek                                              | LCJ         | EPLL        | ?                                             | 1           | site luchthaven                                |  |
| Warschau                                    | Luchthaven Warschau Frédéric Chopin                                   | WAW         | EPWA        | ?                                             | 2           | site luchthaven                                |  |
| Wroclaw                                     | Luchthaven Wrocław-Copernicus                                         | WRO         | EPWR        | ?                                             | 1           | site luchthaven                                |  |
| Portugal                                    |                                                                       |             |             |                                               |             |                                                |  |
| Faro                                        | Luchthaven Faro                                                       | FAO         | LPFR        | ?                                             | 1           | site luchthaven                                |  |
| Funchal                                     | Luchthaven van Madeira                                                | FNC         | LPMA        | ?                                             | 1           | site luchthaven                                |  |
| Horta                                       | Luchthaven Horta                                                      | HOR         | LPHR        | ?                                             | 1           | site luchthaven                                |  |
| Lajes                                       | Luchthaven Lajes                                                      | TER         | LPLA        | ?                                             | 1           | site luchthaven                                |  |
| Lissabon                                    | Luchthaven Portela                                                    | LIS         | LPPT        | ?                                             | 2           | site luchthaven                                |  |
| Ponta Delgada                               | Luchthaven João Paulo II                                              | PDL         | LPPD        | ?                                             | 1           |                                                |  |
| Porto                                       | Internationale luchthaven Francisco Sá Carneiro                       | OPO         | LPPR        | ?                                             | 1           | site luchthaven                                |  |
| Porto Santo                                 | Luchthaven Porto Santo                                                | PXO         | LPPS        | ?                                             | 1           | site luchthaven                                |  |
| Flores Island                               | Luchthaven Flores                                                     | FLW         | LPFL        | ?                                             | 1 (1        | site luchthaven                                |  |
| Corvo Island                                | Luchthaven Corvo                                                      | CVU         | LPCR        | ?                                             | 1           |                                                |  |
| Qatar                                       |                                                                       |             |             |                                               |             |                                                |  |
| Doha                                        | Doha International Airport                                            | DOH         | OTBD        | 18.108.521                                    | 1           | site luchthaven                                |  |
| Roemenië                                    |                                                                       |             |             |                                               |             |                                                |  |
| Arad                                        | Luchthaven Arad                                                       | ARW         | LRAR        | ?                                             | 1           | site luchthaven                                |  |
| Baia Mare                                   | Luchthaven Baia Mare                                                  | BAY         | LRBM        | ?                                             | 1           |                                                |  |
| Boekarest                                   | Aurel Vlaicu International Airport                                    | BBU         | LRBS        | ?                                             | 1           | site luchthaven                                |  |
| Boekarest                                   | Henri Coandă International Airport                                    | OTP         | LROP        | ?                                             | 2           | site luchthaven                                |  |
| Cluj-Napoca                                 | Internationale luchthaven van Cluj-Napoca                             | CLJ         | LRCL        | ?                                             | 1           | site luchthaven                                |  |
| Constanța                                   | Mihail Kogălniceanu International Airport                             | CND         | LRCK        | ?                                             | 1           | site luchthaven                                |  |
| Craiova                                     | Vliegveld Craiova                                                     | CRA         | LRCV        | ?                                             | 1           | site luchthaven                                |  |
| Iași                                        | Luchthaven Iași                                                       | IAS         | LRIA        | ?                                             | 1           | site luchthaven                                |  |
| Oradea                                      | Luchthaven Oradea                                                     | OMR         | LROD        | ?                                             | 1           |                                                |  |
| Satu Mare                                   | Luchthaven Satu Mare                                                  | SUJ         | LRSM        | ?                                             | 1           | site luchthaven                                |  |
| Sibiu                                       | Sibiu International Airport                                           | SBZ         | LRSB        | ?                                             | 1           | site luchthaven                                |  |
| Suceava                                     | Luchthaven Suceava                                                    | SCV         | LRSV        | ?                                             | 1           |                                                |  |
| Târgu Mureș                                 | Luchthaven Târgu Mureș                                                | TGM         | LTTM        | ?                                             | 1           | site luchthaven                                |  |
| Timișoara                                   | Traian Vuia International Airport                                     | TSR         | LRTR        | ?                                             | 1           | site luchthaven                                |  |
| Rusland                                     |                                                                       |             |             |                                               |             |                                                |  |
| Abakan                                      | Luchthaven Abakan                                                     | ABA         | UNAA        | ?                                             | 1           | site luchthaven                                |  |
| Anadyr                                      | Luchthaven Oegolny                                                    | DYR         | UHMA        | ?                                             | 1           |                                                |  |
| Anapa                                       | Luchthaven Anapa                                                      | AAQ         | URKA        | ?                                             | 1           |                                                |  |
| Archangelsk                                 | Luchthaven Talagi                                                     | ARH         | ULAA        | ?                                             | 1           | site luchthaven                                |  |
| Astrachan                                   | Luchthaven Narimanovo                                                 | ASF         | URWA        | ?                                             | 1           | site luchthaven                                |  |
| Bajkit                                      | Luchthaven Bajkit                                                     | –           | UNIB        | ?                                             | 1           |                                                |  |
| Balakovo                                    | Luchthaven Balakovo                                                   | BWO         | UWSB        | ?                                             | 1           |                                                |  |
| Barnaoel                                    | Luchthaven Barnaoel                                                   | BAX         | UNBB        | ?                                             | 1           |                                                |  |
| Belgorod                                    | Luchthaven Belgorod                                                   | EGO         | UUOB        | ?                                             | 2           |                                                |  |
| Biejsk                                      | Luchthaven Biejsk                                                     | –           | UNBI        | ?                                             | 1           |                                                |  |
| Blagovesjtsjensk                            | Luchthaven Ignatjevo                                                  | BQS         | UHBB        | ?                                             | 1           |                                                |  |
| Boegoelma                                   | Luchthaven Boegoelma                                                  | UUA         | UWKB        | ?                                             | 1           |                                                |  |
| Bratsk                                      | Luchthaven Bratsk                                                     | BTK         | UIBB        | ?                                             | 1           |                                                |  |
| Chabarovsk                                  | Luchthaven Chabarovsk                                                 | KHV         | UHHH        | ?                                             | 2           |                                                |  |
| Chanty-Mansiejsk                            | Luchthaven Chanty-Mansiejsk                                           | HMA         | USHH        | ?                                             | 1           |                                                |  |
| Elista                                      | Luchthaven Elista                                                     | ESL         | URWI        | ?                                             | 2           |                                                |  |
| Igarka                                      | Luchthaven Igarka                                                     | IAA         | UOII        | ?                                             | 1           |                                                |  |
| Irkoetsk                                    | Luchthaven Irkoetsk                                                   | IKT         | UIII        | ?                                             | 1           | site luchthaven                                |  |
| Jakoetsk                                    | Luchthaven Jakoetsk                                                   | YKS         | UEEE        | ?                                             | 1           |                                                |  |
| Jamburg                                     | Luchthaven Jamburg                                                    | –           | –           | ?                                             | 1           |                                                |  |
| Jaroslavl                                   | Luchthaven Tunoshna                                                   | IAR         | UUDL        | ?                                             | 1           | site luchthaven                                |  |
| Jekaterinenburg                             | Luchthaven Koltsovo                                                   | SVX         | USSS        | ?                                             | 2           | site luchthaven                                |  |
| Joezjno-Sachalinsk                          | Luchthaven Joezjno-Sachalinsk                                         | UUS         | UHSS        | ?                                             | 1           | site luchthaven                                |  |
| Kaliningrad                                 | Luchthaven Chrabrovo                                                  | KGD         | UMKK        | ?                                             | 1           | site luchthaven                                |  |
| Kazan                                       | Luchthaven Kazan                                                      | KZN         | UWKD        | ?                                             | 2           | site luchthaven                                |  |
| Kogalym                                     | Luchthaven Kogalym                                                    | KGP         | USRK        | ?                                             | 1           | site luchthaven                                |  |
| Magadan                                     | Luchthaven Sokol                                                      | GDX         | UHMM        | ?                                             | 1           | site luchthaven                                |  |
| Magnitogorsk                                | Luchthaven Magnitogorsk                                               | MQF         | USCM        | ?                                             | 1           | site luchthaven                                |  |
| Moskou                                      | Luchthaven Domodedovo                                                 | DME         | UUDD        | 18.760.000                                    | 2           | site luchthaven                                |  |
| Moskou                                      | Luchthaven Sjeremetjevo                                               | SVO         | UUEW/UUEE   | 14.040.000                                    | 2           | site luchthaven                                |  |
| Moskou                                      | Internationale Luchthaven Vnoekovo                                    | VKO         | UUWW        | ?                                             | 2           | site luchthaven                                |  |
| Mys Sjmidta                                 | Luchthaven Mys Sjmidta                                                | –           | UHMI        | ?                                             | 1           |                                                |  |
| Nojabrsk                                    | Luchthaven Nojabrsk                                                   | NOJ         | USRO        | ?                                             | 1           | site luchthaven                                |  |
| Norilsk                                     | Luchthaven Norilsk Alykel                                             | NSK         | UOOO        | ?                                             | 1           |                                                |  |
| Novosibirsk                                 | Luchthaven Tolmatsjovo                                                | OVB         | UNNT        | ?                                             | 3           | site luchthaven                                |  |
| Novy Oerengoj                               | Luchthaven Novy Oerengoj                                              | NUX         | USMU        | ?                                             | 1           | site luchthaven                                |  |
| Omsk                                        | Luchthaven Omsk                                                       | OMS         | UNOO        | ?                                             | 1           | site luchthaven                                |  |
| Petropavlovsk-Kamtsjatski                   | Luchthaven Petropavlovsk-Kamtsjatski                                  | PKC         | UHPP        | ?                                             | 2           |                                                |  |
| Pevek                                       | Luchthaven Pevek                                                      | PWE         | UHMP        | ?                                             | 1           |                                                |  |
| Rostov aan de Don                           | Luchthaven Rostov aan de Don                                          | ROV         | URRR        | ?                                             | 3           | site luchthaven                                |  |
| Samara                                      | Luchthaven Koeroemotsj                                                | KUF         | UWWW        | ?                                             | 2           | site luchthaven                                |  |
| Saratov                                     | Luchthaven Saratov                                                    | RTW         | UWSS        | ?                                             | 1           |                                                |  |
| Sint-Petersburg                             | Luchthaven Poelkovo                                                   | LED         | ULLI        | ?                                             | 2           | site luchthaven                                |  |
| Soergoet                                    | Luchthaven Soergoet                                                   | SGC         | USRR        | ?                                             | 1           |                                                |  |
| Sotsji                                      | Luchthaven Adler-Sotsji                                               | AER         | URSS        | ?                                             | 2           | site luchthaven                                |  |
| Sovjetski                                   | Luchthaven Sovjetski                                                  | OVS         | USHS        | ?                                             | 1           |                                                |  |
| Stavropol                                   | Luchthaven Sjpakovskoje                                               | STW         | URMT        | ?                                             | 1           |                                                |  |
| Vladivostok                                 | Luchthaven Vladivostok                                                | VVO         | UHWW        | ?                                             | 4           | site luchthaven                                |  |
| Zyrjanka                                    | Luchthaven Zyrjanka                                                   | ENK         | UESU        | ?                                             | 1           |                                                |  |
| Rwanda                                      |                                                                       |             |             |                                               |             |                                                |  |
| Kigali                                      | Kigali International Airport                                          | KGL         | HRYR        | ?                                             | 1           |                                                |  |
| Saint Kitts en Nevis                        |                                                                       |             |             |                                               |             |                                                |  |
| Basseterre                                  | Robert L. Bradshaw International Airport                              | SKB         | TKPK        | ?                                             | 1           |                                                |  |
| Charlestown                                 | Vance W. Amory International Airport                                  | NEV         | TKPN        | ?                                             | 1           |                                                |  |
| Salomonseilanden                            |                                                                       |             |             |                                               |             |                                                |  |
| Guadalcanal                                 | Honiara International Airport                                         | HIR         | AGGH        | ?                                             | 1           |                                                |  |
| Sao Tomé en Principe                        |                                                                       |             |             |                                               |             |                                                |  |
| Sao Tomé                                    | Luchthaven São Tomé Internationaal                                    | TMS         | FPST        | ?                                             | 1           |                                                |  |
| Santo António                               | Vliegveld Principe                                                    | PCP         | FPPR        | ?                                             | 1           |                                                |  |
| Senegal                                     |                                                                       |             |             |                                               |             |                                                |  |
| Dakar                                       | Internationale luchthaven Blaise Diagne                               | DSS         | GOBD        | ?                                             | 1           |                                                |  |
| Dakar                                       | Aéroport Militaire Léopold Sédar Senghor à Dakar                      | DKR         | GOOY        | ?                                             | 2           | site luchthaven                                |  |
| Servië                                      |                                                                       |             |             |                                               |             |                                                |  |
| Belgrado                                    | Belgrado Nikola Tesla Airport                                         | BEG         | LYBE        | ?                                             | 1           | site luchthaven                                |  |
| Seychellen                                  |                                                                       |             |             |                                               |             |                                                |  |
| Victoria                                    | Luchthaven Seychellen                                                 | SEZ         | FSIA        | ?                                             | 1           | site luchthaven                                |  |
| Singapore                                   |                                                                       |             |             |                                               |             |                                                |  |
| Singapore                                   | Internationale luchthaven Changi                                      | SIN         | WSSS        | ?                                             | 3           | site luchthaven                                |  |
| Sint Maarten                                |                                                                       |             |             |                                               |             |                                                |  |
| Sint Maarten                                | Princess Juliana International Airport                                | SXM         | TNCM        | ?                                             | 1           | site luchthaven                                |  |
| Slovenië                                    |                                                                       |             |             |                                               |             |                                                |  |
| Ljubljana                                   | Luchthaven Ljubljana                                                  | LJU         | LJLJ        | ?                                             | 1           | site luchthaven                                |  |
| Maribor                                     | Luchthaven Maribor                                                    | MBX         | LJMB        | ?                                             | 1 (2)       | site luchthaven                                |  |
| Slowakije                                   |                                                                       |             |             |                                               |             |                                                |  |
| Bratislava                                  | Luchthaven Bratislava                                                 | BTS         | LZIB        | ?                                             | 2           | site luchthaven                                |  |
| Košice                                      | Luchthaven Košice                                                     | KSC         | LZKZ        | ?                                             | 1           | site luchthaven[dode link]                     |  |
| Poprad                                      | Luchthaven Poprad-Tatry                                               | TAT         | LZTT        | ?                                             | 1           |                                                |  |
| Soedan                                      |                                                                       |             |             |                                               |             |                                                |  |
| Khartoem                                    | Luchthaven van Khartoem                                               | KRT         | HSSS        | ?                                             | 1           |                                                |  |
| Spanje                                      | Spanje                                                                | Spanje      | Spanje      | Spanje                                        | Spanje      | alle luchthavens                               |  |
| Albacete                                    | Luchthaven Albacete                                                   | ABC         | LEAB        | ?                                             | 1           |                                                |  |
| Alicante                                    | Luchthaven Alicante                                                   | ALC         | LEAL        | 9.120.819                                     | 1           |                                                |  |
| Almería                                     | Luchthaven Almería                                                    | LEI         | LEAM        | ?                                             | 1           | site luchthaven                                |  |
| Barcelona                                   | Luchthaven Barcelona-El Prat                                          | BCN         | LEBL        | 27.150.000                                    | 3           | site luchthaven                                |  |
| Bilbao                                      | Luchthaven Bilbao                                                     | BIO         | LEBB        | ?                                             | 2           |                                                |  |
| Castrillón                                  | Luchthaven Asturië                                                    | OVD         | LEAS        | 1.316.088                                     | 1           |                                                |  |
| Girona                                      | Luchthaven Girona-Costa Brava                                         | GRO         | LEGE        | 4.848.619                                     | 1           |                                                |  |
| Gran Canaria                                | Luchthaven Gran Canaria                                               | LPA         | GCLP        | ?                                             | 1           | Gran Canaria Airport                           |  |
| Ibiza                                       | Luchthaven Ibiza                                                      | IBZ         | LEIB        | ?                                             | 1           | site luchthaven                                |  |
| A Coruña                                    | Luchthaven A Coruña                                                   | LCG         | LECO        | ?                                             | 1           | site luchthaven[dode link]                     |  |
| Lanzarote                                   | Luchthaven Lanzarote                                                  | ACE         | GCRR        | ?                                             | 1           |                                                |  |
| Lleida                                      | Luchthaven Lleida-Alguaire                                            | ILD         | LEDA        | ?                                             | 1           | site luchthaven                                |  |
| Madrid                                      | Luchthaven Madrid-Barajas                                             | MAD         | LEMD        | 45.500.469                                    | 2           |                                                |  |
| Málaga                                      | Luchthaven Málaga                                                     | AGP         | LEMG        | ?                                             | 1           | site luchthaven                                |  |
| Menorca                                     | Luchthaven Menorca                                                    | MAH         | LEMH        | ?                                             | 2           |                                                |  |
| Murcia                                      | Luchthaven Murcia                                                     | MJV         | LELC        | ?                                             | 1 (3)       | site luchthaven                                |  |
| Palma                                       | Son Sant Joan Airport                                                 | PMI         | LEPA        | 23.227.983                                    | 3           |                                                |  |
| Pamplona                                    | Luchthaven Pamplona                                                   | PNA         | LEPP        | ?                                             | 1           | site luchthaven                                |  |
| Reus                                        | Luchthaven Reus                                                       | REU         | LERS        | ?                                             | 1 (2)       | site luchthaven                                |  |
| Sabadell                                    | Luchthaven Sabadell                                                   | QSA         | LELL        | ?                                             | 1           |                                                |  |
| San Sebastián                               | Luchthaven San Sebastian                                              | EAS         | LESO        | 383.584                                       | 1 (1)       | site luchthaven                                |  |
| Santa Cruz de La Palma                      | Luchthaven Santa Cruz de La Palma                                     | SPC         | GCLA        | ?                                             | 1           | site luchthaven                                |  |
| Santander                                   | Luchthaven Santander                                                  | SDR         | LEXJ        | ?                                             | 1           |                                                |  |
| Santiago de Compostella                     | Luchthaven Santiago de Compostella                                    | SCQ         | LEST        | ?                                             | 1           |                                                |  |
| Sevilla                                     | Luchthaven Sevilla-San Pablo                                          | SVQ         | LEZL        | 3.872.000                                     | 1           |                                                |  |
| Tenerife                                    | Luchthaven Tenerife Noord (voorheen Los Rodeos)                       | TFN         | GCXO        | 4.025.601                                     | 1           |                                                |  |
| Tenerife                                    | Luchthaven Tenerife Zuid (voorheen Reina Sofia)                       | TFS         | GCTS        | 8.639.341                                     | 1           |                                                |  |
| Valencia                                    | Luchthaven Valencia                                                   | VLC         | LEVC        | ?                                             | 1           | site luchthaven                                |  |
| Valladolid                                  | Luchthaven Valladolid                                                 | VLL         | LEVD        | ?                                             | 1           | site luchthaven                                |  |
| Vigo                                        | Luchthaven Vigo                                                       | VGO         | LEVX        | 1.136.157                                     | 1           |                                                |  |
| Zaragoza                                    | Luchthaven Zaragoza                                                   | ZAZ         | LEZG        | ?                                             | 2           |                                                |  |
| Sri Lanka                                   |                                                                       |             |             |                                               |             |                                                |  |
| Colombo                                     | Bandaranaike International Airport                                    | CMB         | VCBI        | ?                                             | 1           | site luchthaven                                |  |
| Suriname                                    |                                                                       |             |             |                                               |             |                                                |  |
| Afobaka                                     | Afobaka Airstrip                                                      | –           | SMAF        | ?                                             | 1           |                                                |  |
| Alalapadoe                                  | Alalapadoe Airstrip                                                   | –           | SMDU        | ?                                             | 1           |                                                |  |
| Albina                                      | Albina Airstrip                                                       | ABN         | SMBN        | ?                                             | 1           |                                                |  |
| Amatopo                                     | Amatopo Airstrip                                                      | –           | SMAM        | ?                                             | 1           |                                                |  |
| Antino                                      | Lawa Antino Airstrip                                                  | –           | SMAN        | ?                                             | 1           |                                                |  |
| Apetina                                     | Apetina Airstrip                                                      | –           | SMPT        | ?                                             | 1           |                                                |  |
| Avanaverovallen                             | Avanavero Airstrip                                                    | –           | SMVO        | ?                                             | 1           |                                                |  |
| Bakhuis                                     | Bakhuis Airstrip                                                      | –           | SMBG        | ?                                             | 1           |                                                |  |
| Botopasi                                    | Botopasi Airstrip                                                     | BTO         | SMBO        | ?                                             | 1           |                                                |  |
| Cabana                                      | Cabana Airstrip                                                       | –           | SMCB        | ?                                             | 1           |                                                |  |
| Kajana / Awaradam                           | Kajana Airstrip                                                       | AAJ         | SMCA        | ?                                             | 1           |                                                |  |
| Coeroeni                                    | Coeroenie Airstrip                                                    | –           | SMCI        | ?                                             | 1           |                                                |  |
| Coronie                                     | Totness Airstrip                                                      | TOT         | SMCO        | ?                                             | 1           |                                                |  |
| Cottica                                     | Lawa Cottica Airstrip                                                 | –           | SMCT        | ?                                             | 1           |                                                |  |
| Djoemoe / Asidonhopo                        | Djoemoe Airstrip                                                      | DOE         | SMDJ        | ?                                             | 1           |                                                |  |
| Donderskamp                                 | Donderskamp Airstrip                                                  | –           | SMDK        | ?                                             | 1           |                                                |  |
| Drietabbetje                                | Drietabbetje Airstrip                                                 | DRJ         | SMDA        | ?                                             | 1           |                                                |  |
| Paramaribo                                  | Eduard Alexander Gummels Airport                                      | EAX         | SMEG        | ?                                             | 1           | Site Luchthaven                                |  |
| Gakaba                                      | Gakaba Airstrip                                                       | –           | SMGA        | ?                                             | 1           |                                                |  |
| Godo-olo                                    | Godo-olo Airstrip                                                     | –           | SMGH        | ?                                             | 1           |                                                |  |
| Gross Rosebel                               | Gross Rosebel Airstrip                                                | –           | SMGR        | ?                                             | 1           |                                                |  |
| Peperhol                                    | Henri Alwies Airstrip                                                 | –           | SMHA        | ?                                             | 1           |                                                |  |
| Jarikaba                                    | Jarikaba Airstrip                                                     | –           | SMJA        | ?                                             | 1           |                                                |  |
| Kabalebo Nature Resort                      | Kabalebo Airstrip                                                     | –           | SMKA        | ?                                             | 1           |                                                |  |
| Kawemhakan                                  | Lawa Anapaike Airstrip                                                | –           | SMLA        | ?                                             | 1           |                                                |  |
| Käysergebergte / Eilerts de Haangebergte    | Käyser Airstrip                                                       | –           | SMKE        | ?                                             | 1           |                                                |  |
| Kwamalasamoetoe                             | Kwamalasamoetoe Airstrip                                              | –           | SMSM        | ?                                             | 1           |                                                |  |
| Ladouanie                                   | Ladouanie Airstrip                                                    | LDO         | SMDO        | ?                                             | 1           |                                                |  |
| Langatabbetje                               | Langatabbetje Airstrip                                                | –           | SMLT        | ?                                             | 1           |                                                |  |
| Lelygebergte                                | Lelygebergte Airstrip                                                 | –           | SMLI        | ?                                             | 1           |                                                |  |
| Moengo                                      | Moengo Airstrip                                                       | MOJ         | SMMO        | ?                                             | 1           |                                                |  |
| Nieuw-Nickerie                              | Majoor Henk Fernandes Airport                                         | ICK         | SMNI        | ?                                             | 1           |                                                |  |
| Nieuw-Jacobkondre                           | Njoeng Jacob Kondre Airstrip                                          | –           | SMJK        | ?                                             | 1           |                                                |  |
| Oelemari                                    | Oelemari Airstrip                                                     | –           | SMOL        | ?                                             | 1           |                                                |  |
| Paloemeu                                    | Vincent Fayks Airstrip                                                | OEM         | SMPA        | ?                                             | 1           |                                                |  |
| Paramaribo / Zanderij (Suriname)            | Johan Adolf Pengel International Airport                              | PBM         | SMJP        | ?                                             | 1           |                                                |  |
| Paramaribo                                  | Zorg en Hoop Airport                                                  | ORG         | SMZO        | ?                                             | 1           |                                                |  |
| Poeketi                                     | Poeketi Airstrip                                                      | –           | SMPE        | ?                                             | 1           |                                                |  |
| Matapi/Bakhuis                              | Raghoebarsing Airstrip                                                | –           | SMRN        | ?                                             | 1           |                                                |  |
| Raleighvallen / Voltzberg                   | Raleigh Airstrip                                                      | –           | SMRA        | ?                                             | 1           |                                                |  |
| Sarakreek                                   | Sarakreek Airstrip                                                    | –           | SMSK        | ?                                             | 1           |                                                |  |
| Sipaliwinisavanne                           | Sipaliwini Airstrip                                                   | –           | SMSI        | ?                                             | 1           |                                                |  |
| Stoelmanseiland                             | Stoelmanseiland Airstrip                                              | SMZ         | SMST        | ?                                             | 1           |                                                |  |
| Tabiki / Benzdorp                           | Lawa Tabiki Airstrip                                                  | –           | SMTA        | ?                                             | 1           |                                                |  |
| Tafelberg                                   | Tafelberg Airstrip                                                    | –           | SMTB        | ?                                             | 1           |                                                |  |
| Peleloe Tepoe / Kasikasima                  | Tepoe Airstrip                                                        | KCB         | SMTP        | ?                                             | 1           |                                                |  |
| Vier Gebroeders                             | Vier Gebroeders Airstrip                                              | –           | SMVG        | ?                                             | 1           |                                                |  |
| Wageningen                                  | Wageningen Airstrip                                                   | AGI         | SMWA        | ?                                             | 1           |                                                |  |
| Washabo / Apoera                            | Washabo Airstrip                                                      | WSO         | SMWS        | ?                                             | 1           |                                                |  |
| Syrië                                       |                                                                       |             |             |                                               |             |                                                |  |
| Damascus                                    | Luchthaven Damascus                                                   | DAM         | OSDI        | ?                                             | 2           |                                                |  |
| Tadzjikistan                                |                                                                       |             |             |                                               |             |                                                |  |
| Doesjanbe                                   | Luchthaven Doesjanbe                                                  | DYU         | UTDD        | ?                                             | 1           | site luchthaven                                |  |
| Taiwan                                      |                                                                       |             |             |                                               |             |                                                |  |
| Taipei                                      | Internationale luchthaven Taiwan Taoyuan                              | TPE         | RCTP        | ?                                             | 2           | site luchthaven                                |  |
| Tanzania                                    |                                                                       |             |             |                                               |             |                                                |  |
| Arusha                                      | Arusha Airport                                                        | ARK         | HTAR        | ?                                             | 1           |                                                |  |
| Dar es Salaam                               | Julius Nyerere International Airport                                  | DAR         | HTDA        | ?                                             | 2           |                                                |  |
| Kilimanjaro                                 | Kilimanjaro International Airport                                     | JRO         | HTKJ        | ?                                             | 1           |                                                |  |
| Zanzibar                                    | Zanzibar Airport                                                      | ZNZ         | HTZA        | ?                                             | 1           |                                                |  |
| Thailand                                    |                                                                       |             |             |                                               |             |                                                |  |
| Bangkok                                     | Internationale Luchthaven Suvarnabhumi                                | BKK         | VTBS        | 44.000.000                                    | 2           | site luchthaven                                |  |
| Bangkok                                     | Luchthaven Don Muang                                                  | DMK         | VTBD        | 43.000.000                                    | 2           | site luchthaven                                |  |
| Chiang Mai                                  | Internationale Luchthaven Chiang Mai                                  | CNX         | VTCC        | 2.000.000                                     | 1           | site luchthaven[dode link]                     |  |
| Chiang Rai                                  | Internationale Luchthaven Chiang Rai                                  | CEI         | VTCT        | 500.000                                       | 1           | site luchthaven[dode link]                     |  |
| Hat Yai                                     | Internationale Luchthaven Hat Yai                                     | HDY         | VTSS        | 800.000                                       | 1           | site luchthaven                                |  |
| Hua Hin                                     | Luchthaven Hua Hin                                                    | HHQ         | VTPH        | ?                                             | 1           | site luchthaven                                |  |
| Koh Samui                                   | Luchthaven Ko Samui                                                   | USM         | VTSM        | ?                                             | 1           |                                                |  |
| Phuket                                      | Internationale Luchthaven Phuket                                      | HKT         | VTSP        | 2.900.000                                     | 1           | site luchthaven                                |  |
| Surat Thani                                 | Internationale Luchthaven Surat Thani                                 | URT         | VTSB        | ?                                             | 1           |                                                |  |
| Tsjechië                                    |                                                                       |             |             |                                               |             |                                                |  |
| Brno                                        | Luchthaven Brno-Tuřany                                                | BRQ         | LKTB        | ?                                             | 1           | site luchthaven                                |  |
| Praag                                       | Luchthaven Praag-Ruzyně                                               | PRG         | LKPR        | ?                                             | 2           | site luchthaven                                |  |
| Sazená/Chržín/Velvary                       | Vliegveld Sazená                                                      | ?           | LKSZ        | ?                                             | ?           | site luchthaven                                |  |
| Tunesië                                     |                                                                       |             |             |                                               |             |                                                |  |
| Djerba                                      | Luchthaven Djerba-Zarzis                                              | DJE         | DTTJ        | ?                                             | 1           | site luchthaven                                |  |
| Enfidha                                     | Luchthaven Enfidha                                                    | NBE         | DTNZ        | ?                                             | 1           | site luchthaven                                |  |
| Monastir                                    | Luchthaven Monastir                                                   | MIR         | DTMB        | ?                                             | 1           | site luchthaven                                |  |
| Tunis                                       | Luchthaven Tunis-Carthage                                             | TUN         | DTTA        | ?                                             | 1           | site luchthaven                                |  |
| Turkije                                     |                                                                       |             |             |                                               |             |                                                |  |
| Adana                                       | Luchthaven Şakirpaşa                                                  | ADA         | LTAF        | 540.000                                       | 1           | site luchthaven                                |  |
| Adıyaman                                    | Luchthaven Adıyaman                                                   | ADF         | LTCP        | ?                                             | 1           |                                                |  |
| Ankara                                      | Luchthaven Esenboğa                                                   | ESB         | LTAC        | 2.100.000                                     | 2           | site luchthaven                                |  |
| Antalya                                     | Luchthaven Antalya                                                    | AYT         | LTAI        | ?                                             | 1           | site luchthaven                                |  |
| Bodrum                                      | Luchthaven Bodrum Milas                                               | BJV         | LTFE        | ?                                             | 1 (2)       | site luchthaven                                |  |
| Denizli                                     | Luchthaven Cardak                                                     | DNZ         | LTAY        | ?                                             | 1           |                                                |  |
| Dalaman                                     | Luchthaven Dalaman                                                    | DLM         | LTBS        | ?                                             | 1           | site luchthaven                                |  |
| Diyarbakır                                  | Luchthaven Diyarbakır                                                 | DIY         | LTCC        | ?                                             | 1           |                                                |  |
| Istanbul                                    | Istanbul Airport                                                      | IST         | LTBA        | ?                                             | 4           | site luchthaven                                |  |
| Istanbul                                    | Luchthaven Istanbul Sabiha Gökçen                                     | SAW         | LTFJ        | 31.385.841                                    | 3           | site luchthaven                                |  |
| İzmir                                       | Luchthaven Adnan Menderes                                             | ADB         | LTBJ        | ?                                             | 1           | site luchthaven                                |  |
| Kayseri                                     | Luchthaven Kayseri Erkilet                                            | ASR         | LTAU        | ?                                             | 1           | worldaerodata                                  |  |
| Konya                                       | Luchthaven Konya                                                      | KYA         | LTAN        | ?                                             | 2           |                                                |  |
| Samsun                                      | Luchthaven Carsamba                                                   | SZF         | LTFH        | ?                                             | 1           |                                                |  |
| Trabzon                                     | Luchthaven Trabzon                                                    | TZX         | LTCG        | ?                                             | 1           | site luchthaven                                |  |
| Van                                         | Luchthaven Ferit Melen                                                | VAN         | LTCI        | 360.000                                       | 1           | site luchthaven                                |  |
| Turkmenistan                                |                                                                       |             |             |                                               |             |                                                |  |
| Asjchabad                                   | Luchthaven Asjchabat                                                  | ASB         | UTAA        | ?                                             | 3           |                                                |  |
| Uruguay                                     |                                                                       |             |             |                                               |             |                                                |  |
| Ciudad de la Costa                          | Luchthaven Carrasco                                                   | MVD         | SUMU        | ?                                             | 3           | site luchthaven                                |  |
| Vanuatu                                     |                                                                       |             |             |                                               |             |                                                |  |
| Luganville                                  | Internationale Luchthaven Santo-Pekoa                                 | SON         | NVSS        | ?                                             | 1           | Pagina op de site van Airports Vanuatu Limited |  |
| Port Vila                                   | Internationale luchthaven Bauerfield                                  | VLI         | NVVV        | ?                                             | 1           | Pagina op de site van Airports Vanuatu Limited |  |
| Venezuela                                   |                                                                       |             |             |                                               |             |                                                |  |
| Caracas                                     | Aeropuerto Internacional de Maiquetía Simón Bolívar                   | CCS         | SVMI        | ?                                             | 2           | site luchthaven                                |  |
| Verenigd Koninkrijk                         |                                                                       |             |             |                                               |             |                                                |  |
| Aberdeen                                    | Aberdeen Airport                                                      | ABZ         | EGPD        | ?                                             | 1           | site luchthaven                                |  |
| Alderney                                    | Alderney Airport                                                      | ACI         | EGJA        | ?                                             | 0 (3)       |                                                |  |
| Anglesey                                    | Anglesey airport                                                      | VLY         | EGOV        | ?                                             | 3           | site luchthaven                                |  |
| Barra                                       | Barra Airport                                                         | BRR         | EGPR        | ?                                             | 0 (3)       | site luchthaven                                |  |
| Belfast                                     | George Best Belfast City Airport                                      | BHD         | EGAC        | 2.000.000                                     | 0 (1)       | site luchthaven                                |  |
| Belfast                                     | Belfast International Airport                                         | BFS         | EGAA        | 4.800.000                                     | 2           | site luchthaven                                |  |
| Birmingham                                  | Birmingham International Airport                                      | BHX         | EGBB        | 9.627.589                                     | 1           | site luchthaven                                |  |
| Bournemouth                                 | Bournemouth Airport                                                   | BOH         | EGHH        | ?                                             | 1           | site luchthaven                                |  |
| Bristol                                     | Bristol International Airport                                         | BRS         | EGGD        | ?                                             | 1           | site luchthaven                                |  |
| Cardiff                                     | Cardiff International Airport                                         | CWL         | EGFF        | ?                                             | 1           | site luchthaven                                |  |
| Darlington                                  | Durham Tees Valley Airport                                            | MME         | EGNV        | ?                                             | 1           | site luchthaven                                |  |
| Nottingham                                  | East Midlands Airport                                                 | EMA         | EGNX        | ?                                             | 1           | site luchthaven                                |  |
| Edinburgh                                   | Edinburgh Airport                                                     | EDI         | EGPH        | 9.006.702                                     | 2           | site luchthaven                                |  |
| Exeter                                      | Exeter International Airport                                          | EXT         | EGTE        | ?                                             | 1           | site luchthaven                                |  |
| Gibraltar                                   | Gibraltar Airport                                                     | GIB         | LXGB        | ?                                             | 1           |                                                |  |
| Glasgow                                     | Glasgow International Airport                                         | GLA         | EGPF        | 8.775.000                                     | 2           | site luchthaven                                |  |
| Glasgow                                     | Glasgow Prestwick Airport                                             | PIK         | EGPK        | 1.800.000                                     | 2           | site luchthaven                                |  |
| Humberside                                  | Humberside Airport                                                    | HUY         | EGNJ        | ?                                             | 2           | site luchthaven                                |  |
| Leeds                                       | Leeds Bradford International Airport                                  | LBA         | EGNM        | ?                                             | 1           | site luchthaven                                |  |
| Liverpool                                   | Liverpool John Lennon Airport                                         | LPL         | EGGP        | 5.334.152                                     | 1           | site luchthaven                                |  |
| Londen                                      | Heathrow Airport                                                      | LHR         | EGLL        | 67.340.000                                    | 2 (3)       | site luchthaven                                |  |
| Londen                                      | Gatwick Airport                                                       | LGW         | EGKK        | 32.600.000                                    | 1           | site luchthaven                                |  |
| Londen                                      | Stansted Airport                                                      | STN         | EGSS        | 22.000.000                                    | 1           | site luchthaven                                |  |
| Londen                                      | London Luton Airport                                                  | LTN         | EGGW        | 9.100.000                                     | 1           | site luchthaven                                |  |
| Londen                                      | London City Airport                                                   | LCY         | EGLC        | 1.900.000                                     | 1           | site luchthaven                                |  |
| Lydd                                        | London Ashford Airport (Lydd)                                         | LYX         | EGMD        | ?                                             | 1           | site luchthaven                                |  |
| Manchester                                  | City Airport Manchester                                               | –           | EGCB        | ?                                             | 0 (4)       | site luchthaven                                |  |
| Manchester                                  | Manchester Airport                                                    | MAN         | EGCC        | 21.219.195                                    | 2           | site luchthaven                                |  |
| Manston                                     | Kent International Airport                                            | MSE         | EGMH        | ?                                             | 1           | site luchthaven                                |  |
| Newcastle                                   | Newcastle Airport                                                     | NCL         | EGNT        | 5.430.000                                     | 1 (2)       | site luchthaven                                |  |
| Norwich                                     | Norwich International Airport                                         | NWI         | EGSH        | ?                                             | 1           | site luchthaven                                |  |
| Southend                                    | Luchthaven London Southend                                            | SEN         | EGMC        | ?                                             | 1           | site luchthaven                                |  |
| Jersey                                      | Jersey Airport                                                        | JER         | EGJJ        | ?                                             | 1           | site luchthaven                                |  |
| Guernsey                                    | Guernsey Airport                                                      | GCI         | ECJB        | ?                                             | 1           | site luchthaven                                |  |
| Shetlandeilanden                            | Scatsta Airport                                                       | SCS         | EGPM        | 279.442                                       | 1           |                                                |  |
| Southampton                                 | Southampton Airport                                                   | SOU         | EGHI        | ?                                             | 1           | site luchthaven                                |  |
| Isles of Scilly                             | St. Mary's Airport                                                    | ISC         | EGHE        | 140.000                                       | 1 (2)       | site luchthaven                                |  |
| Verenigde Arabische Emiraten                |                                                                       |             |             |                                               |             |                                                |  |
| Abu Dhabi                                   | Abu Dhabi International Airport                                       | AUH         | OMAA        | ?                                             | 2           | site luchthaven                                |  |
| Abu Dhabi                                   | Al-Bateen Airport                                                     | AZI         | OMAD        | ?                                             | 1           |                                                |  |
| Al Ain                                      | Al Ain International Airport                                          | AAN         | OMAL        | ?                                             | 1           |                                                |  |
| Dubai                                       | Al Maktoum International Airport                                      | DWC         | OMJA        | ?                                             | 1           |                                                |  |
| Dubai                                       | Dubai International Airport                                           | DXB         | OMDB        | ?                                             | 2           | site luchthaven                                |  |
| Sharjah                                     | Sharjah International Airport                                         | SHJ         | OMSJ        | ?                                             | 1           | site luchthaven                                |  |
| Verenigde Staten                            |                                                                       |             |             |                                               |             |                                                |  |
| Albuquerque                                 | Albuquerque International Sunport                                     | ABQ         | KABQ        | ?                                             | 4           | site luchthaven                                |  |
| Anchorage                                   | Internationale luchthaven Ted Stevens Anchorage                       | ANC         | PANC        | ?                                             | 1           | site luchthaven                                |  |
| Atlanta                                     | Hartsfield-Jackson Atlanta International Airport                      | ATL         | KATL        | 83.607.000                                    | 4           | site luchthaven                                |  |
| Baltimore                                   | Baltimore/Washington International Thurgood Marshall Airport          | BWI         | KBWI        | ?                                             | 3           | site luchthaven                                |  |
| Boston                                      | Internationale luchthaven Boston                                      | BOS         | KBOS        | ?                                             | 6           | site luchthaven                                |  |
| Charlotte                                   | Internationale luchthaven Charlotte-Douglas                           | CLT         | KCLT        | ?                                             | 4           | site luchthaven                                |  |
| Chicago                                     | Gary/Chicago International Airport                                    | GYY         | KGYY        | ?                                             | 1 (2)       | site luchthaven                                |  |
| Chicago                                     | Chicago Midway International Airport                                  | MDW         | KMDW        | ?                                             | 4 (5)       | site luchthaven                                |  |
| Chicago                                     | O'Hare International Airport                                          | ORD         | KORD        | 75.530.000                                    | 6           | site luchthaven                                |  |
| Corpus Christi                              | Internationale luchthaven Corpus Christi                              | CRP         | KCRP        | ?                                             | 2           | site luchthaven                                |  |
| Dallas/Fort Worth                           | Dallas/Fort Worth International Airport                               | DFW         | KDFW        | 59.400.000                                    | 7           | site luchthaven                                |  |
| Denver                                      | Internationale luchthaven Denver                                      | DEN         | KDEN        | ?                                             | 6           | site luchthaven                                |  |
| Detroit                                     | Detroit Metropolitan Wayne County Airport                             | DTW         | KDTW        | ?                                             | 6           | site luchthaven                                |  |
| Fresno                                      | Fresno Yosemite International Airport                                 | FAT         | KFAT        | ?                                             | 2 (3)       |                                                |  |
| Fresno                                      | Fresno Chandler Executive Airport                                     | FCH         | KFCH        | ?                                             | 1           |                                                |  |
| Harrisburg                                  | Harrisburg International Airport                                      | MDT         | KMDT        | ?                                             | 1           | site luchthaven                                |  |
| Hartford                                    | Bradley International Airport                                         | BDL         | KBDL        | ?                                             | 1           | site luchthaven                                |  |
| Hilo                                        | Hilo International Airport                                            | ITO         | PHTO        | 1.279.342                                     | 2           | site luchthaven                                |  |
| Honolulu                                    | Honolulu International Airport                                        | HNL         | PHNL        | ?                                             | 6           | site luchthaven                                |  |
| Hoolehua                                    | Molokai Airport                                                       | MKK         | PHMK        | ?                                             | 2           | site luchthaven                                |  |
| Houston                                     | George Bush Intercontinental Airport                                  | IAH         | KIAH        | ?                                             | 5           | site luchthaven                                |  |
| Indianapolis                                | Indianapolis International Airport                                    | IND         | KIND        | ?                                             | 3           | site luchthaven                                |  |
| Kahului                                     | Kahului Airport                                                       | OGG         | PHOG        | 5.346.694                                     | 2           | site luchthaven                                |  |
| Kalaoa                                      | Kona International Airport                                            | KOA         | PHKO        | 2.649.493                                     | 1           | site luchthaven                                |  |
| Kauai Island                                | Lihue Airport                                                         | LIH         | PHLI        | 2.416.812                                     | 2           | site luchthaven                                |  |
| Lansing                                     | Capital Region International Airport                                  | LAN         | KLAN        | 257.350                                       | 3           | site luchthaven                                |  |
| Las Vegas                                   | McCarran International Airport                                        | LAS         | KLAS        | 44.000.000                                    | 4           | site luchthaven                                |  |
| Long Island                                 | Long Island MacArthur Airport                                         | ISP         | KISP        | ?                                             | 4           | site luchthaven                                |  |
| Los Angeles                                 | Los Angeles International Airport                                     | LAX         | KLAX        | 60.700.000                                    | 4           | site luchthaven                                |  |
| Memphis                                     | Internationale luchthaven Memphis                                     | MEM         | KMEM        | ?                                             | 4           | site luchthaven                                |  |
| Miami                                       | Internationale Luchthaven Miami                                       | MIA         | KMIA        | ?                                             | 4           | site luchthaven                                |  |
| Minneapolis/St Paul                         | Internationale luchthaven Minneapolis-Saint Paul                      | MSP         | KMSP        | ?                                             | 4           | site luchthaven                                |  |
| Newburgh                                    | Stewart International Airport                                         | SWF         | KSWF        | ?                                             | 2           | site luchthaven                                |  |
| New York                                    | Newark Liberty International Airport                                  | EWR         | KEWR        | ?                                             | 3           | site luchthaven                                |  |
| New York                                    | John F. Kennedy International Airport (voorheen Idlewild Airport)     | JFK         | KJFK        | 45.915.069                                    | 4           | site luchthaven                                |  |
| New York                                    | LaGuardia Airport                                                     | LGA         | KLGA        | 22.142.336                                    | 2           | site luchthaven                                |  |
| Oakland                                     | Internationale luchthaven van Oakland                                 | OAK         | KOAK        | ?                                             | 4           | site luchthaven                                |  |
| Orlando                                     | Orlando International Airport                                         | MCO         | KMCO        | ?                                             | 4           | site luchthaven                                |  |
| Philadelphia                                | Philadelphia International Airport                                    | PHL         | KPHL        | ?                                             | 4           | site luchthaven                                |  |
| Phoenix                                     | Phoenix Sky Harbor International Airport                              | PHX         | KPHX        | 42.000.000                                    | 3           | site luchthaven                                |  |
| Pittsburgh                                  | Pittsburgh International Airport                                      | PIT         | KPIT        | ?                                             | 4           | site luchthaven                                |  |
| Raleigh                                     | Raleigh-Durham International Airport                                  | RDU         | KRDU        | 14.218.621                                    | 3           | site luchthaven                                |  |
| San Diego                                   | San Diego International Airport                                       | SAN         | WBKK        | ?                                             | 1           | site luchthaven                                |  |
| San Francisco                               | San Francisco International Airport                                   | SFO         | KSFO        | ?                                             | 4           | site luchthaven                                |  |
| Seattle                                     | Seattle-Tacoma International Airport                                  | SEA         | KSEA        | ?                                             | 3           | site luchthaven                                |  |
| South Bend                                  | South Bend International Airport                                      | SBN         | KSBN        | ?                                             | 2 (3)       | site luchthaven                                |  |
| Vail                                        | Eagle County Regional Airport                                         | EGE         | KEGE        | ?                                             | 1           |                                                |  |
| Washington                                  | Ronald Reagan Washington National Airport                             | DCA         | KDCA        | 18.118.713                                    | 3           | site luchthaven                                |  |
| Washington                                  | Washington Dulles International Airport                               | IAD         | KIAD        | 45.915.069                                    | 4           | site luchthaven                                |  |
| Vietnam                                     |                                                                       |             |             |                                               |             |                                                |  |
| Cà Mau                                      | Luchthaven Cà Mau                                                     | CAH         | VVCM        | ?                                             | 1           |                                                |  |
| Cần Thơ                                     | Luchthaven Can Tho                                                    | VCA         | VVCT        | ?                                             | 1           |                                                |  |
| Tam Nghĩa                                   | Luchthaven Chu Lai                                                    | VCL         | VVCL        | ?                                             | 2           |                                                |  |
| Đà Lạt                                      | Luchthaven Liên Khương                                                | DLI         | VVDL        | ?                                             | 1           |                                                |  |
| Đà Nẵng                                     | Internationale Luchthaven Đà Nẵng                                     | DAD         | VVDN        | ?                                             | 2           |                                                |  |
| Đồng Hới                                    | Luchthaven Đồng Hới                                                   | VDH         | VVDH        | ?                                             | 1           |                                                |  |
| Hanoi                                       | Internationale Luchthaven Nội Bài                                     | HAN         | VVNB        | ?                                             | 2           |                                                |  |
| Ho Chi Minhstad                             | Internationale Luchthaven Tân Sơn Nhất                                | SGN         | VVTS        | ?                                             | 2           | site luchthaven                                |  |
| Huế                                         | Internationale Luchthaven Phu Bai                                     | HUI         | VVPB        | ?                                             | 1           |                                                |  |
| Nha Trang                                   | Internationale Luchthaven Cam Ranh                                    | CXR         | VVCR        | ?                                             | 2           |                                                |  |
| Phu Quoc                                    | Luchthaven Phu Quoc                                                   | PQC         | VVPQ        | ?                                             | 1           |                                                |  |
| Westelijke Sahara                           |                                                                       |             |             |                                               |             |                                                |  |
| al-Ajoen                                    | Vliegveld Hassan I                                                    | EUN         | GMML/GSAI   | 108.057                                       | 2           |                                                |  |
| Dakhla                                      | Dakhla Airport                                                        | VIL         | GMMH        | 42.066                                        | 1           |                                                |  |
| Wit-Rusland                                 |                                                                       |             |             |                                               |             |                                                |  |
| Minsk                                       | Nationale Luchthaven Minsk                                            | MSQ         | UMMS        | ?                                             | 1           | site luchthaven                                |  |
| Zambia                                      |                                                                       |             |             |                                               |             |                                                |  |
| Lusaka                                      | Kenneth Kaunda International Airport                                  | LUN         | FLKK        | ?                                             | 1 (2)       |                                                |  |
| Zimbabwe                                    |                                                                       |             |             |                                               |             |                                                |  |
| Bulawayo                                    | Luchthaven Bulawayo                                                   | BUQ         | FVJN        | ?                                             | 2           |                                                |  |
|                                             |                                                                       |             |             |                                               |             |                                                |  |
| Harare                                      | Internationale luchthaven Harare                                      | HRE         | FVHA        | ?                                             | 1           |                                                |  |
| Zuid-Afrika                                 |                                                                       |             |             |                                               |             |                                                |  |
| Durban                                      | King Shaka International Airport                                      | DUR         | FALE        | 6.500.000                                     | 2           | site luchthaven                                |  |
| Johannesburg                                | Lanseria International Airport                                        | HLA         | FALA        | ?                                             | 2           | site luchthaven                                |  |
| Johannesburg                                | OR Tambo International Airport                                        | JNB         | FAJS        | 19.500.000                                    | 2           | site luchthaven                                |  |
| Kaapstad                                    | Cape Town International Airport                                       | CPT         | FEIT        | 8.500.000                                     | 2           | site luchthaven                                |  |
| Nelspruit                                   | Kruger Mpumalanga International Airport                               | MQP         | FAKN        | ?                                             | 2           | site luchthaven                                |  |
| Polokwane                                   | Polokwane International Airport                                       | PTG         | FAPP        | 8.500.000                                     | 2           | site luchthaven                                |  |
| Port Elizabeth                              | Port Elizabeth Airport                                                | PLZ         | FAPE        | 3.500.000                                     | 2           | site luchthaven                                |  |
| Zuid-Korea                                  |                                                                       |             |             |                                               |             |                                                |  |
| Busan                                       | Luchthaven Gimhae                                                     | PUS         | RKPK        | ?                                             | 2           | site luchthaven                                |  |
| Jeju                                        | Internationale luchthaven Jeju                                        | CJU         | RKPC        | ?                                             | 2           | site luchthaven                                |  |
| Seoel                                       | Gimpo International Airport                                           | GMP         | RKSS        | ?                                             | 2           | site luchthaven                                |  |
| Seoel                                       | Incheon International Airport                                         | ICN         | RKSI        | ?                                             | 2           | site luchthaven                                |  |
| Zuid-Soedan                                 |                                                                       |             |             |                                               |             |                                                |  |
| Juba                                        | Luchthaven van Juba                                                   | JUB         | HSSJ        | ?                                             | 1           |                                                |  |
| Yei                                         | Luchthaven van Yei                                                    | ?           | HSYE        | ?                                             | 1           |                                                |  |
| Zweden                                      |                                                                       |             |             |                                               |             |                                                |  |
| Ängelholm                                   | Ängelholm-Helsingborg Airport                                         | AGH         | ESTA        | 370.000                                       | 2           | site luchthaven                                |  |
| gemeente Arvidsjaur                         | Arvidsjaur Flygplats                                                  | AJR         | ESNX        | 45.000                                        | 1           | site luchthaven                                |  |
| Östersund                                   | Åre Östersund Airport                                                 | OSD         | ESNZ        | 390.000                                       | 1           | site luchthaven                                |  |
| Gällivare                                   | Gällivare Lapland Airport                                             | GEV         | ESNG        | ?                                             | 1           | site luchthaven                                |  |
| Göteborg                                    | Göteborg City Airport                                                 | GSE         | ESGP        | 500.000                                       | 2           | site luchthaven                                |  |
| Göteborg                                    | Göteborg-Landvetter Airport                                           | GOT         | ESGG        | 5.200.000                                     | 1           | site luchthaven                                |  |
| Hagfors                                     | Hagfors Flygplats                                                     | HFS         | ESOH        | ?                                             | 1           | site luchthaven                                |  |
| Halmstad                                    | Halmstad City Airport                                                 | HAD         | ESMT        | ?                                             | 1           | site luchthaven                                |  |
| Hultsfred                                   | Hultsfreds Flygplats                                                  | HLF         | ESSF        | ?                                             | 1           | site luchthaven                                |  |
| Jönköping                                   | Jönköping Airport                                                     | JKG         | ESGJ        | ?                                             | 2           | site luchthaven                                |  |
| Kalmar                                      | Kalmar Öland Airport                                                  | KLR         | ESMQ        | ?                                             | 2           | site luchthaven                                |  |
| Karlstad                                    | Karlstad Airport                                                      | KSD         | ESOK        | 144.000                                       | 2           | site luchthaven                                |  |
| Kiruna                                      | Kiruna Airport                                                        | KRN         | ESNQ        | 166.000                                       | 1           | site luchthaven                                |  |
| Kramfors                                    | Höga Kusten Airport                                                   | KRF         | ESNK        | ?                                             | 1           | site luchthaven                                |  |
| Kristianstad                                | Kristianstad Österlen Airport                                         | KID         | ESMK        | ?                                             | 1           | site luchthaven                                |  |
| Linköping                                   | Linköping City Airport                                                | LPI         | ESSL        | ?                                             | 1           | site luchthaven                                |  |
| Luleå                                       | Luleå Airport                                                         | LLA         | ESPA        | 902.186                                       | 1           | site luchthaven                                |  |
| Malmö                                       | Malmö Airport                                                         | MMX         | ESMS        | 2.400.000                                     | 1           | site luchthaven                                |  |
| Norrköping                                  | Norrköping Flygplats                                                  | NRK         | ESSP        | 82.250                                        | 1           | site luchthaven                                |  |
| Oskarshamn                                  | Oskarshamn Flygplats                                                  | OSK         | ESMO        | ?                                             | 1           |                                                |  |
| Pajala                                      | Pajala Airport                                                        | PJA         | ESUP        | ?                                             | 1           | site luchthaven                                |  |
| Ronneby                                     | Ronneby Airport                                                       | RNB         | ESDF        | 205.000                                       | 1           | site luchthaven                                |  |
| Stockholm                                   | Luchthaven Stockholm-Arlanda                                          | ARN         | ESSA        | 17.910.000                                    | 3           | site luchthaven                                |  |
| Stockholm                                   | Luchthaven Stockholm-Bromma                                           | BMA         | ESSB        | 1.250.000                                     | 1           | site luchthaven                                |  |
| Stockholm                                   | Luchthaven Stockholm-Skavsta                                          | NYO         | ESKN        | 1.773.330                                     | 2           | site luchthaven                                |  |
| Torsby                                      | Torsby Flygplats                                                      | TYF         | ESST        | ?                                             | 1           | site luchthaven                                |  |
| Umeå                                        | Umeå Airport                                                          | UME         | ESNU        | 810.702                                       | 1           | site luchthaven                                |  |
| Västerås                                    | Luchthaven Stockholm-Västerås                                         | VST         | ESOW        | ?                                             | 1           | site luchthaven                                |  |
| Växjö                                       | Småland Airport                                                       | VXO         | ESMX        | ?                                             | 1           | site luchthaven                                |  |
| Visby                                       | Luchthaven Visby                                                      | VBY         | ESSV        | 276.000                                       | 2           | site luchthaven                                |  |
| Zwitserland                                 |                                                                       |             |             |                                               |             |                                                |  |
| Bazel                                       | EuroAirport Bazel-Mulhouse-Freiburg                                   | BSL         | LFSB        | 4.270.000                                     | 2           | site luchthaven                                |  |
| Bern                                        | Luchthaven Bern-Belp                                                  | BRN         | LSZB        | ?                                             | 1 (2)       | site luchthaven                                |  |
| Genève                                      | Luchthaven Genève (Cointrin)                                          | GVA         | LSGG        | 15.064.000                                    | 1           | site luchthaven                                |  |
| Zurich                                      | Luchthaven Zürich (voorheen Zürich-Kloten)                            | ZRH         | LSZH        | 25.426.000                                    | 3           | site luchthaven                                |  |
| Lugano                                      | Luchthaven Lugano-Agno                                                | LUG         | LSZA        | 196.252                                       | 1           | site luchthaven                                |  |
| Altenrhein                                  | Luchthaven St. Gallen-Altenrhein                                      | ACH         | LSZR        | 109.500                                       | 2           | site luchthaven                                |  |